# Ligne de Mantes-la-Jolie à Cherbourg
La ligne de Mantes-la-Jolie à Cherbourg est l'une des grandes artères radiales du réseau ferré français. Longue de 313 km, elle se débranche à Mantes-la-Jolie, à 57 km à l'ouest de Paris, de la ligne de Paris-Saint-Lazare au Havre.
Ouverte de 1855 à 1858 par la Compagnie des chemins de fer de l'Ouest, elle traverse le nord-ouest de l'Île-de-France ainsi qu'une grande partie de la Normandie (de l'est de l'Eure jusqu'au  Cotentin). Elle dessert notamment les agglomérations de Mantes-la-Jolie, Évreux, Bernay, Lisieux, Mézidon-Canon, Caen, Bayeux, Carentan, Valognes et Cherbourg-en-Cotentin. C'est une ligne électrifiée à double voie faisant partie du réseau ferré national et gérée par SNCF Réseau.
Elle constitue la ligne 366 000 du réseau ferré national.

## Histoire

### Chronologie
- 21 juin 1846 : première concession du chemin de fer de Paris à Caen
- 8 juillet 1852 : deuxième concession du chemin de fer de Paris à Caen
- 30 janvier 1855 : concession du chemin de fer de Caen à Cherbourg
- 1er juillet 1855 : ouverture de Mantes-Embranchement à Lisieux
- 29 décembre 1855 : ouverture de Lisieux à Mondeville (gare provisoire)
- 1er septembre 1857 : ouverture de  Mondeville à  Caen
- 17 juillet 1858 : ouverture de Caen à Cherbourg[1]
- 3 août 1858 : inauguration de la ligne Paris - Cherbourg et de la gare de Caen par Napoléon III
- 4 août 1858 : inauguration de la gare de Cherbourg par Napoléon III
- 1897 – 1900 : doublement de la voie entre Caen et Cherbourg
- En juin et juillet 1944, la section de la ligne entre Cherbourg et Caen se retrouve au milieu des combats de la bataille de Normandie. Elle traverse les marais inondés du Cotentin et est utilisée comme refuge par les troupes aéroportées étasnuniennes. La section de Cherbourg à Carentan est remise en fonction par les troupes américaines du génie à la fin de juillet 1944 avec des navettes régulières entre les deux villes, pour usage militaire. C'est la première section de chemin de fer libérée de la France continentale[2]
- 12 mars 1945 : rétablissement des relations entre Caen et Paris via Lisieux[3].
- septembre 1970 : mise en service des éléments à turbine à gaz (ETG), puis des rames à turbine à gaz (RTG)
- 1989 : début des travaux préparatoires à l'électrification de la ligne (suppression des passages à niveau, rectification de certains tracés de Bernay à Lisieux)
- 1er juin 1996 : mise en service de l'électrification de la ligne Paris - Cherbourg en 25 kV - 50 Hz et mise en service des signalisations de type block automatique lumineux (BAL)
- 1er janvier 2020 : reprise de la gestion de la ligne Intercités Paris-Caen-Cherbourg par la région Normandie[4] et intégration de celle-ci à la nouvelle offre de mobilité NO_MA_D[5]
- 17 février 2020 : mise en service commercial de la première rame Omneo Premium[6] dont la plateforme est commune aux Regio 2N[7]
- 2 février 2021 : dernière circulation commerciale sur la ligne tractée par une BB 26000[8].

### De la Compagnie de l'Ouest au réseau de l'État
La ligne Paris - Caen a été concédée en 1846. Mais la crise financière de 1847 puis les événements de 1848 empêchent la réunion des capitaux nécessaires par la compagnie concessionnaire.
La concession de la ligne « de Paris à Cherbourg » est attribuée à Messieurs de l'Espée, Benoist d'Asy, E. Simons, N. Duchâtel, Ed. Blound, de Kersaint et John Easthope par une loi le 8 juillet 1852. Les concessionnaires constituent la Compagnie de Paris à Caen et à Cherbourg,, filiale de la Compagnie de Rouen. Les travaux débutent l'année suivante entre Mantes et Caen.
Les 2 février et 6 avril 1855 est signée une convention entre le ministre des Travaux publics et les Compagnies des chemins de fer de Paris à Saint-Germain, de Paris à Rouen, de Rouen au Havre, de l'Ouest, de Paris à Caen et à Cherbourg. Cette convention organise la fusion de ces compagnies au sein de la Compagnie des chemins de fer de l'Ouest. Cette convention est approuvée par décret impérial le 7 avril 1855.
Le choix du tracé de la ligne entre Caen et Cherbourg, section longue de 131 km, s'avère plus épineux. On hésite entre trois options : par Bayeux, par Saint-Lô ou par un tracé intermédiaire. C'est finalement Bayeux qui est choisi. L'arrivée de la ligne à Caen pose également problème. Faute d'accord, les premiers trains en provenance de Paris, à partir du 29 décembre 1855, arrivent dans une gare provisoire bâtie à Mondeville. Lors de la fusion des compagnies de chemins de fer le 30 janvier 1855, la concession de Cherbourg est réunie à celles de Rouen, du Havre, de Dieppe, de Saint-Germain et de la Bretagne au sein de la Compagnie des chemins de fer de l'Ouest,.
Le tronçon de Caen à Cherbourg est réalisé en moins de deux ans, malgré l'important volume de terrassements (1,3 million de m3) et les nombreux ouvrages d'art à construire. Les travaux démarrent en octobre 1856 et, en janvier 1858, quatre mille ouvriers accompagnés de deux cents chevaux sont à l'œuvre. Ils exploitent un important matériel, comptant mille wagons, 80 tombereaux, ainsi que trois locomotives pour le remorquage des wagons de ballast. La ligne est ouverte le 17 juillet 1858, et inaugurée le 4 août suivant par le couple impérial, lors des fêtes organisées par la ville de Cherbourg. Au total, la ligne de Mantes à Cherbourg compte 31 gares et 114 passages à niveau. Elle aura nécessité 20 millions de m3 de terrassements, seulement 4 388 m cumulés de tunnels mais 70 ponts sur les rivières, 310 sur les routes et chemins vicinaux, 400 aqueducs, et aura coûté 106 millions de francs, plus 10 millions encore nécessaires à la pose de la seconde voie de Lisieux à Cherbourg. Au-delà du seul trafic régional, la ligne est en correspondance avec le nouveau service de bateaux à vapeur reliant Caen et Londres.
Finalement, la ligne entre Mantes-la-Jolie et Cherbourg a été ouverte en quatre étapes :
- le 1er juillet 1855, de Mantes-Embranchement à Lisieux ;
- le 29 décembre 1855, de Lisieux à Mondeville (près de Caen) ;
- le 1er septembre 1857, entre la gare provisoire de Mondeville et la gare de Caen (inaugurée le 3 août 1858) ;
- le 17 juillet 1858, de Caen à Cherbourg[21].

En 1897, la Compagnie s'engage à doubler les voies de la ligne entre Caen et Cherbourg, alors en voie unique afin d'accueillir les premiers trains en correspondance avec le premier paquebot transatlantique. Les travaux arrivent à leur terme en 1900.

### SNCF
La ligne a longtemps connu les trains-paquebots entre Paris et Cherbourg (trains Transatlantiques). Bien avant la transformation de la gare de Cherbourg-Maritime en Cité de la mer, ces circulations sont limitées à la gare centrale de Cherbourg, avec navette d'autocars vers les paquebots.
À partir de 1963, la « diésélification » de la ligne entraîne le retrait progressif de la traction vapeur sur cet axe. Les Pacific 231 sont peu à peu remplacées par des A1AA1A 68000, des BB 67300 et des BB 67400. Des RGP circulent également sur cette ligne.
Durant la décennie suivante, les lignes Paris – Caen – Cherbourg et Paris – Trouville - Deauville seront les premières, en France, à bénéficier du Turbotrain. Dans un premier temps, ce sont les Éléments à turbines à gaz (ETG) qui vont assurer ces deux dessertes, avec une mise en service à compter de 1970. Puis, à partir de 1975, ces rames ETG seront remplacées par des Rames à turbines à gaz (RTG), plus puissantes et capacitaires.
C’est également à cette période que les premiers trains dotés de voitures Corail circulent sur cet axe. Ces voitures, d'une grande modernité pour l'époque, vont progressivement remplacer les nombreuses séries de voitures héritées des anciennes compagnies (voitures ex-État, voitures OCEM, voitures allégées État dites « Saucisson »), ainsi que celles acquises après la guerre (voitures DEV AO et DEV Inox, voitures USI et voitures UIC).
À partir de 1989, des travaux d’électrification à 25 000 V sont engagés, accompagnés de la suppression de certains passages à niveau et de relèvements de vitesse à 200 km/h sur trois portions. Ces opérations ont pris fin en 1996 (le 27 mars de Bueil à Cherbourg et le 21 mai de Mantes-la-Jolie à Bueil).
Cette modernisation de la ligne acte l’arrêt définitif de la traction Diesel et des Turbotrains à compter du 31 mai 1996. Ainsi, depuis le 1er juin de la même année, tous les trains Paris – Caen – Cherbourg et Paris – Trouville - Deauville sont assurés en traction électrique par des BB 16000 et des BB 26000, accouplées à des rames Corail 200 bénéficiant de la rénovation « Corail+ » (à compter de 1995), puis de la rénovation « Nouvelle décoration » (à compter de 1998).

Quelques illustrations depuis les années 1950
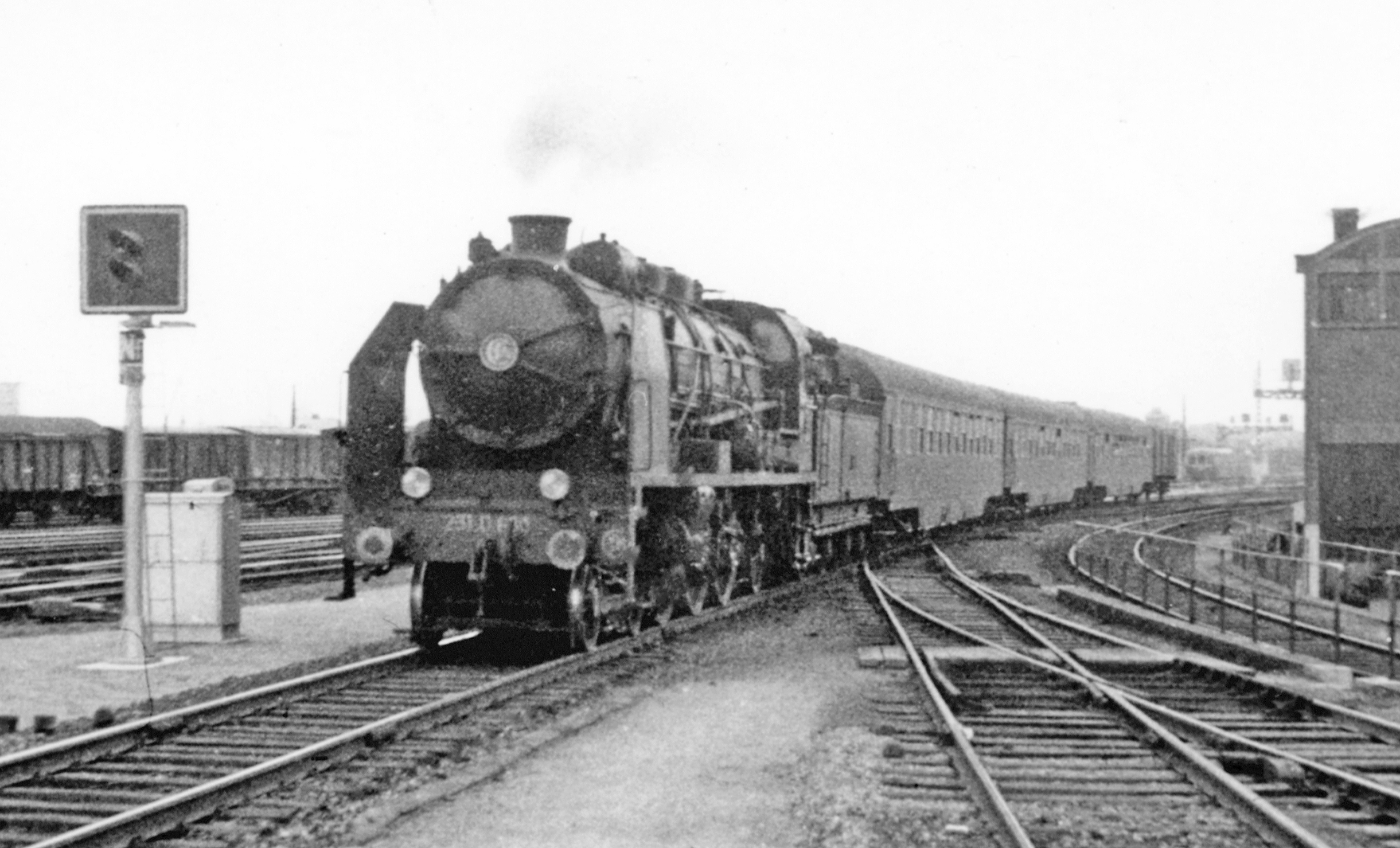
Pacific 231 à Caen en 1956.
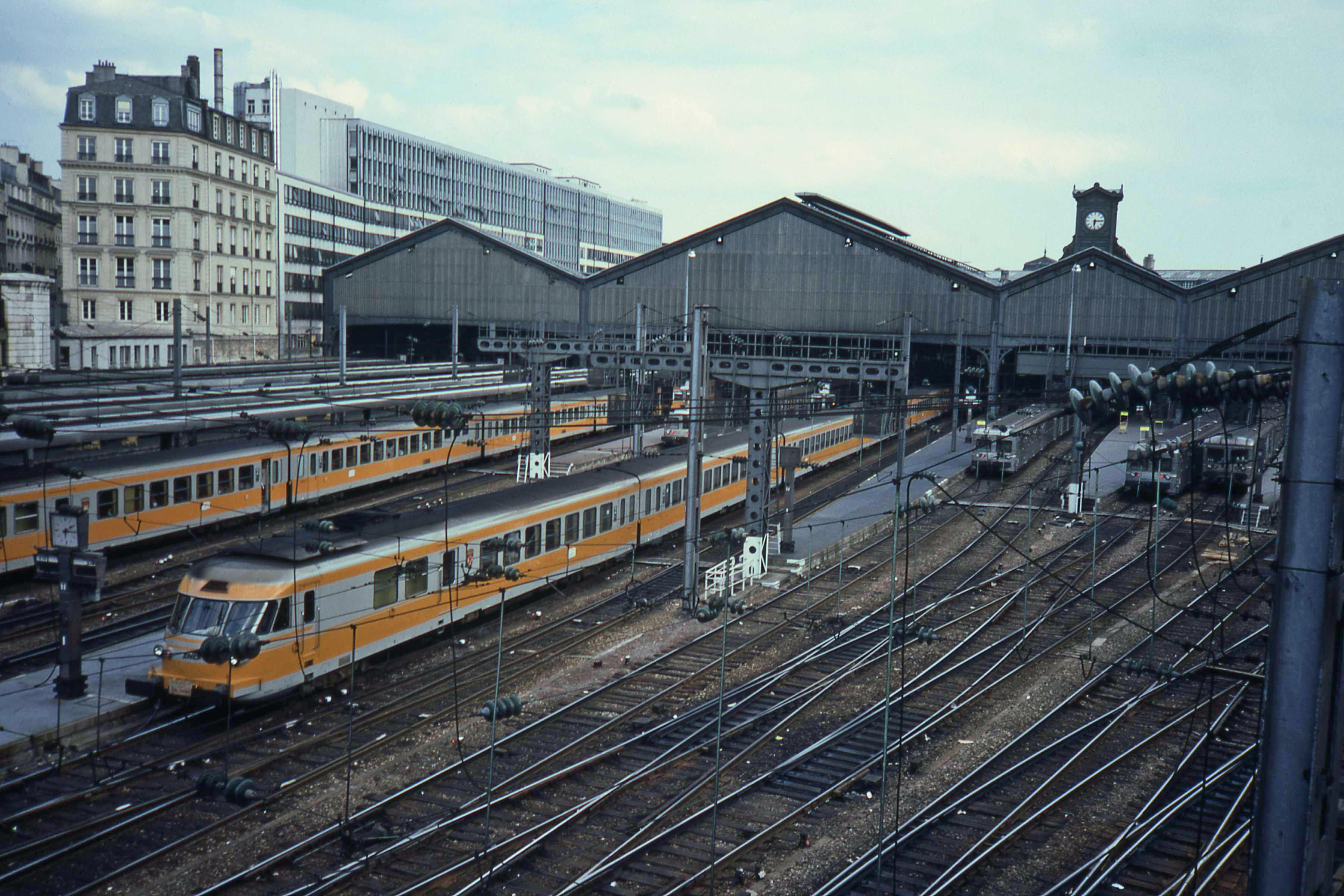
Turbotrains à Paris-Saint-Lazare en 1984.
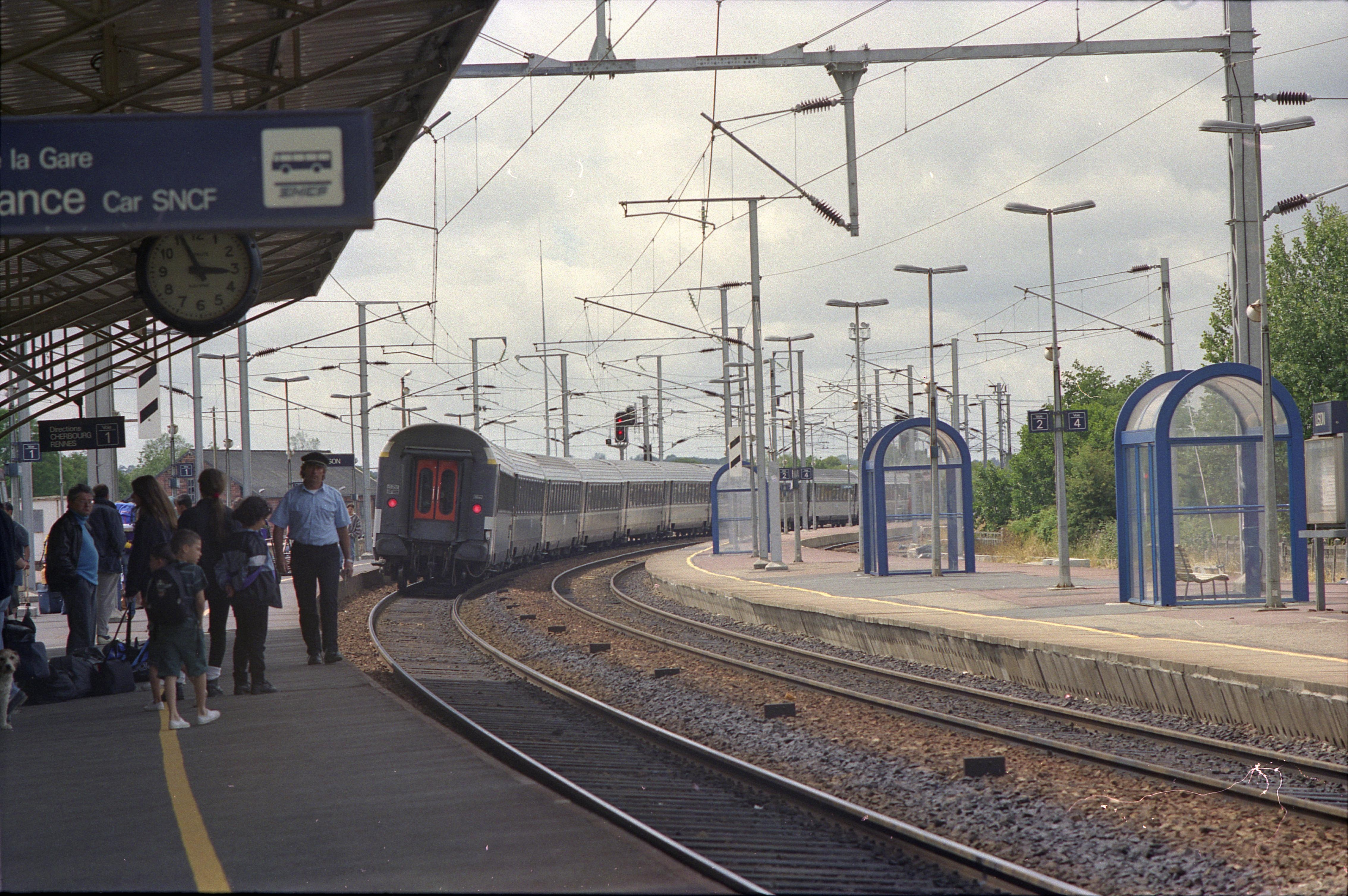
Rame Corail à Lison peu après 1996.
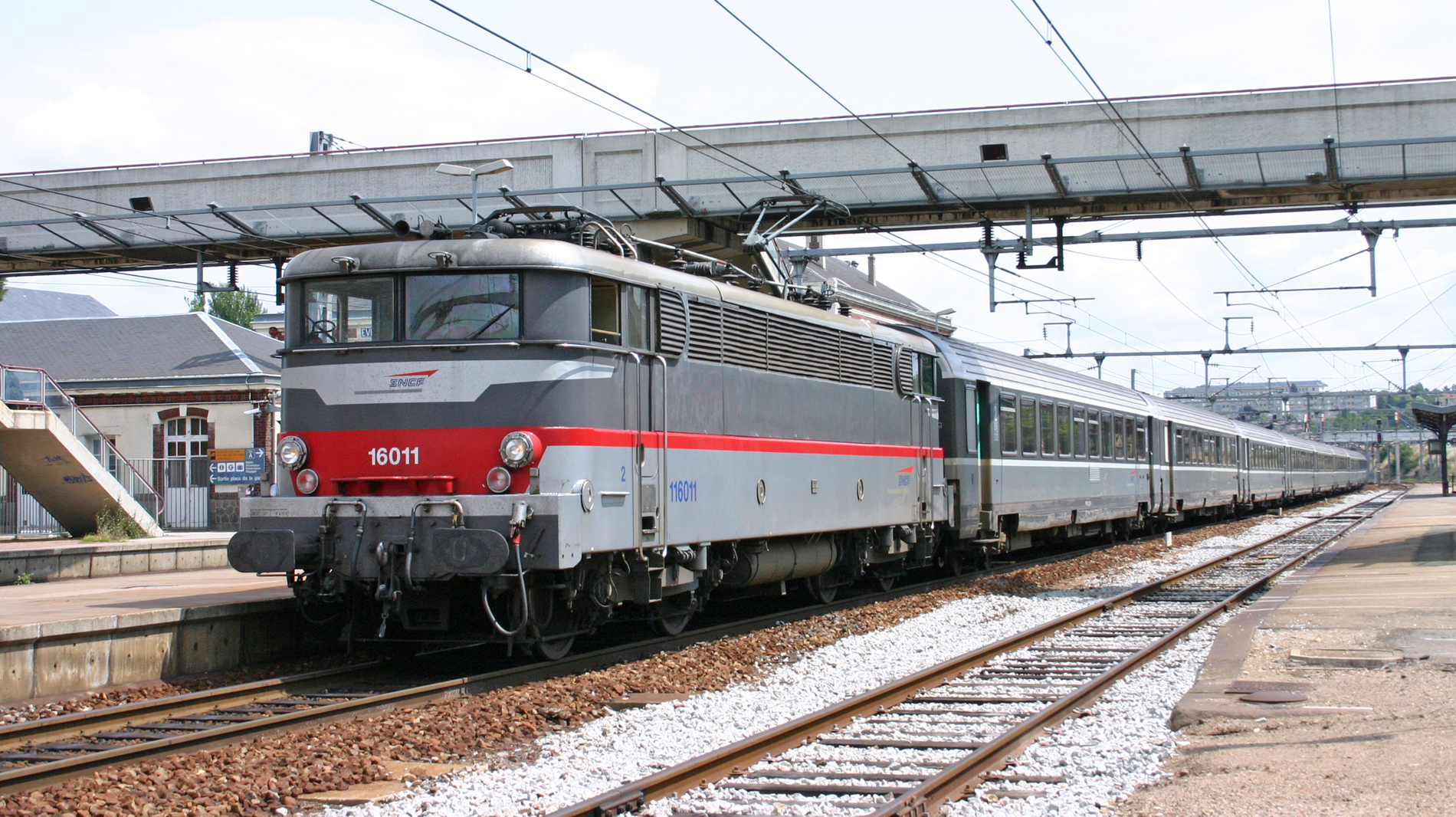
BB 16000 + CIC à Évreux en 2010.

Il était prévu, au début des années 2000, d’intégrer la ligne Paris – Caen – Cherbourg dans le programme Téoz, mais les aménagements intérieurs de ces rames rénovées ne répondaient pas aux besoins capacitaires de cette ligne.
Finalement, l’ensemble de ces rames Corail 200 seront rénovées à partir de 2007.
C’est à cette même période que débute le retrait progressif des BB 16000. À la mise en service de la première phase de la LGV Est-Européenne, le 10 juin 2007, une grande partie du parc de BB 15000 se trouve libéré. En conséquence, le transfert de la majorité du parc vers l’ouest et le nord est engagé dès 2006. Aptes à 160 km/h et relativement plus modernes, ces locomotives, produites entre 1971 et 1978, vont progressivement se substituer aux BB 16000 et BB 16100, dont le retrait s’est achevé en 2010.
Une nouvelle phase de renouvellement du matériel roulant s'est engagée depuis 2020, avec l'arrivée des automotrices à deux niveaux Omneo Premium.

## Caractéristiques

### Tracé et profil

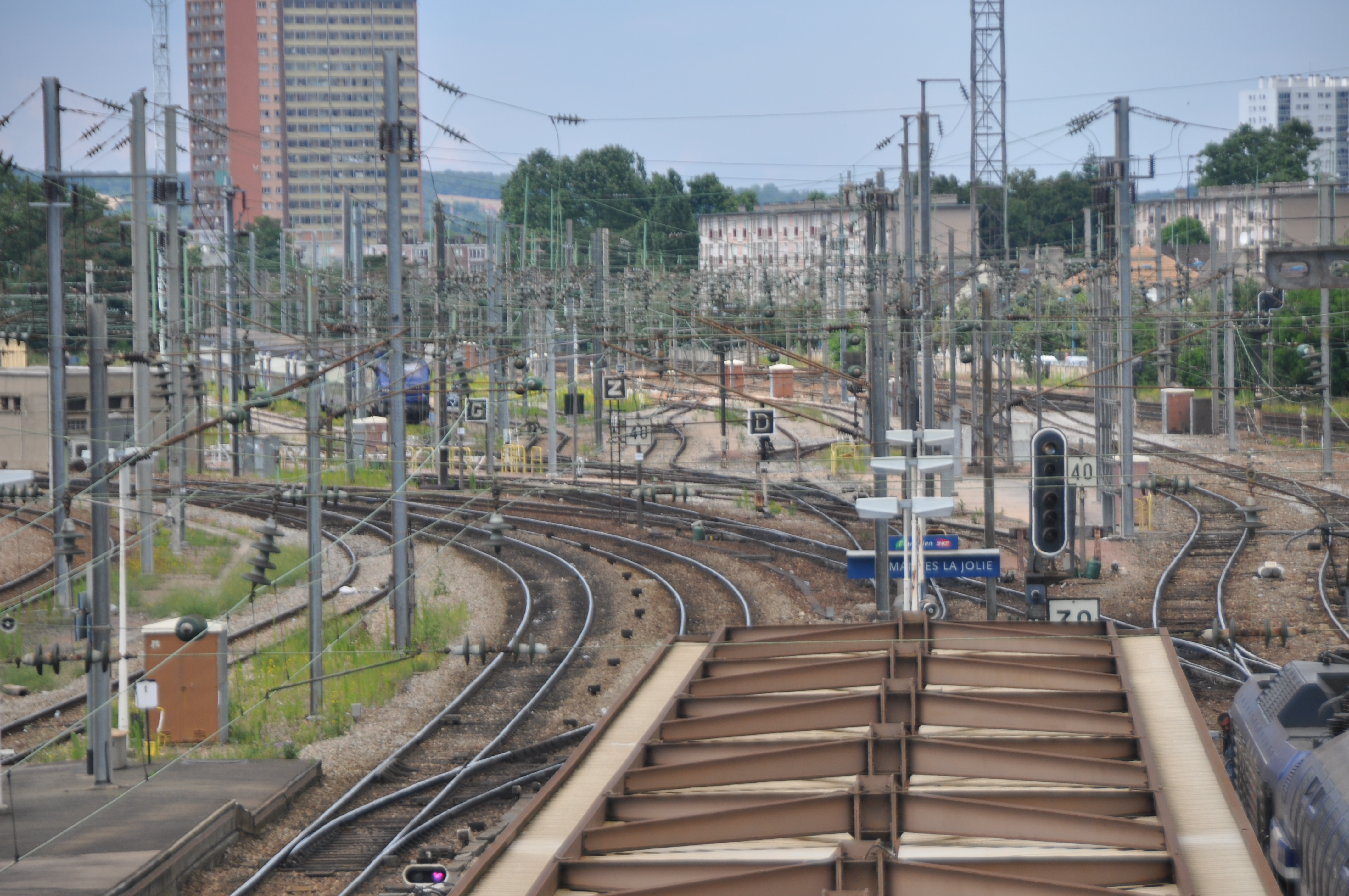
Gros plan vers l’entrée ouest de la gare de Mantes-la-Jolie ; les voies pour Cherbourg se détachent vers la gauche de celles pour Le Havre, à droite.

Le tracé de la ligne est sinueux et le profil assez difficile entre Mantes-la-Jolie et Mézidon avec de nombreuses courbes et de longues rampes qui toutefois ne dépassent pas 10 ‰. Le tracé est meilleur dans la plaine de Caen et les marais du Cotentin avant de devenir à nouveau plus difficile entre Valognes et Cherbourg (seule partie du trajet située dans le Massif armoricain).
La ligne quitte la vallée de la Seine à Mantes-la-Jolie (32 m d'altitude) par une rampe de 9 ‰ pour accéder au tunnel de Bréval (134 m) puis elle redescend dans la vallée de l'Eure un peu après la gare de Bueil (63 m). Elle rejoint ensuite Saint-Aubin-du-Vieil-Évreux (129 m) pour redescendre dans la vallée de l'Iton près de La Bonneville-sur-Iton (92 m). Elle quitte cette vallée en passant par Romilly-la-Puthenaye (164 m) afin de rejoindre celle de la Charentonne à Serquigny (78 m), puis elle va atteindre son point culminant à Saint-Mards-de-Fresne (193 m) et redescendre vers la Touques à Lisieux (54 m). La dernière rampe importante est celle qui permet d'accéder au tunnel de La Motte (114 m) avant de rejoindre la Vie au Mesnil-Mauger (23 m). Au-delà, le tracé et le profil sont excellents jusqu'à la vallée de l'Orne à Caen (5 m). La ligne rejoint ensuite la vallée de la Seulles près d'Audrieu (67 m) avant de redescendre vers Lison et les marais du Cotentin. Vers Montebourg, la ligne monte une petite rampe afin de rejoindre l'ancienne gare de Couville (97 m) et redescend vers Cherbourg (5 m).

### Équipement

#### Électrification et signalisation

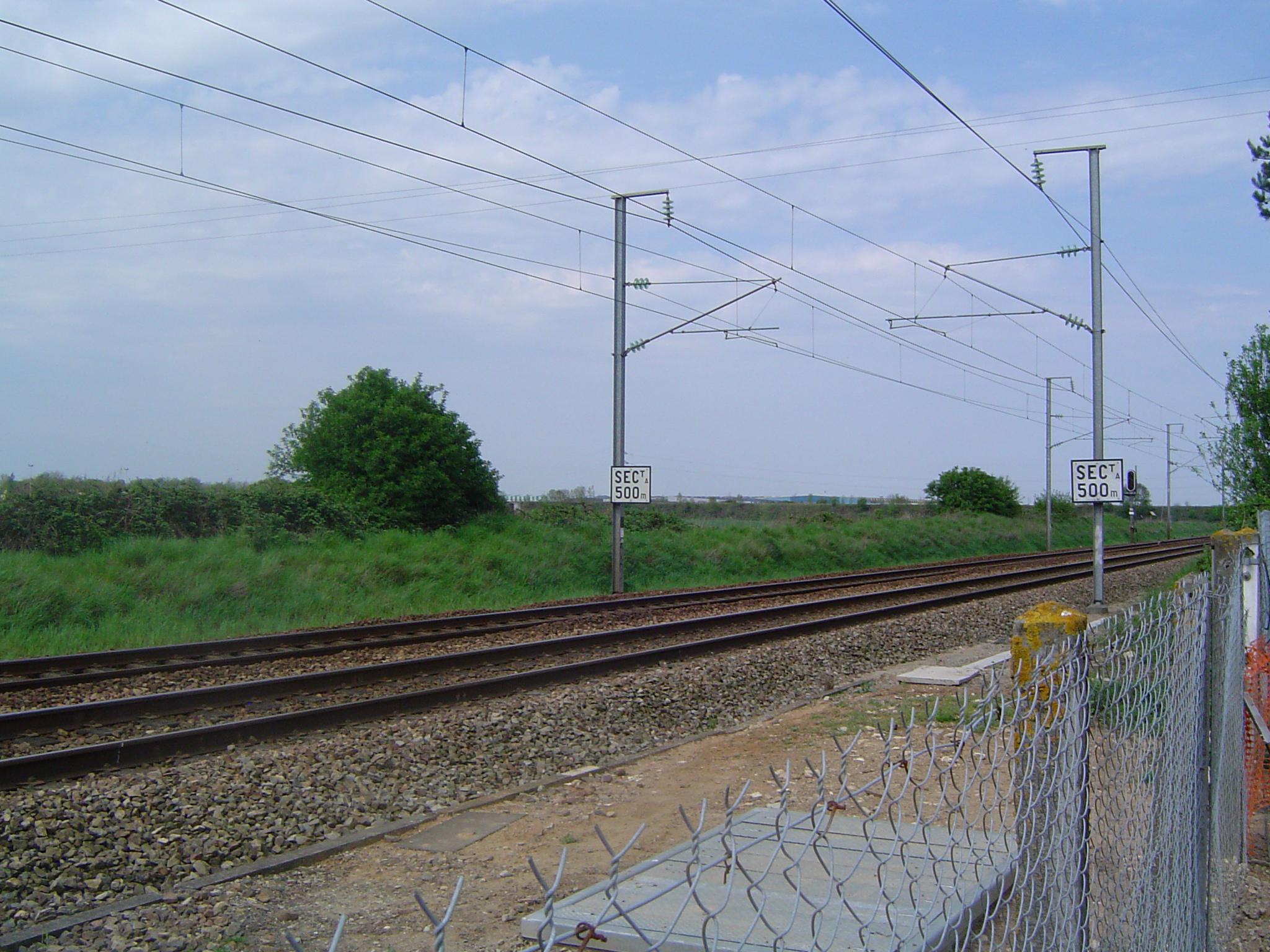
Caténaire de la ligne Mantes – Cherbourg.

La ligne est dotée d'une double voie et entièrement électrifiée depuis le 1er juin 1996 comme tout le réseau Saint-Lazare en 25 kV-50 Hz monophasé avec 4 sous-stations et équipée du block automatique lumineux et du contrôle de vitesse par balises (KVB).

### Vitesses limites
Les vitesses limites de la ligne en 2012 pour les trains V 200 et les TGV, en sens impair, sont indiquées dans le tableau ci-dessous ; toutefois, les trains de certaines catégories, comme les trains de marchandises, sont soumis à des vitesses limites plus faibles.
| De                                          | À                                           | Limite |
| ------------------------------------------- | ------------------------------------------- | ------ |
| Mantes-la-Jolie                             | Pancarte km 86,1                            | 160    |
| Pancarte km 86,1                            | Tunnel de Nétreville côté Évreux (km 105,5) | 150    |
| Tunnel de Nétreville côté Évreux (km 105,5) | Pancarte km 110,0                           | 130    |
| Pancarte km 110,0                           | Pancarte km 163,0                           | 160    |
| Pancarte km 163,0                           | Pancarte km 188,9                           | 200    |
| Pancarte km 188,9                           | Pancarte km 192,9                           | 140    |
| Pancarte km 192,9                           | Pancarte km 204,7                           | 150    |
| Pancarte km 204,7                           | Caen                                        | 200    |
| Caen                                        | Pancarte km 246,7                           | 140    |
| Pancarte km 246,7                           | Carentan                                    | 160    |
| Carentan                                    | Valognes                                    | 200    |
| Valognes                                    | Pancarte km 360,0                           | 160    |
| Pancarte km 360,0                           | Cherbourg                                   | 150    |

#### Sections à 200 km/h
Il existe actuellement trois sections aptes à la circulation à 200 km/h pour les trains « Corail » et les TGV :
- du PK 163,000 au PK 189,450 entre Bernay et Lisieux ;
- du PK 204,700 au PK 236,000 entre Lisieux et Caen ;
- du PK 313,100 au PK 340,617 entre Carentan et Valognes.

Les BB 26000 aptes à V 200 étaient utilisées prioritairement sur les trains Paris – Cherbourg sans arrêt entre Paris et Caen ou avec un arrêt intermédiaire à Lisieux, même si en pratique ce n'était pas toujours le cas.
Depuis le 2 février 2021, date de la dernière circulation d'une BB 26000 sur l'axe, l'intégralité des trains Paris – Cherbourg, Paris – Caen ainsi que les Paris – Trouville - Deauville est désormais assurée avec des Omneo Premium tous aptes à V 200.

### Principaux ouvrages d'art

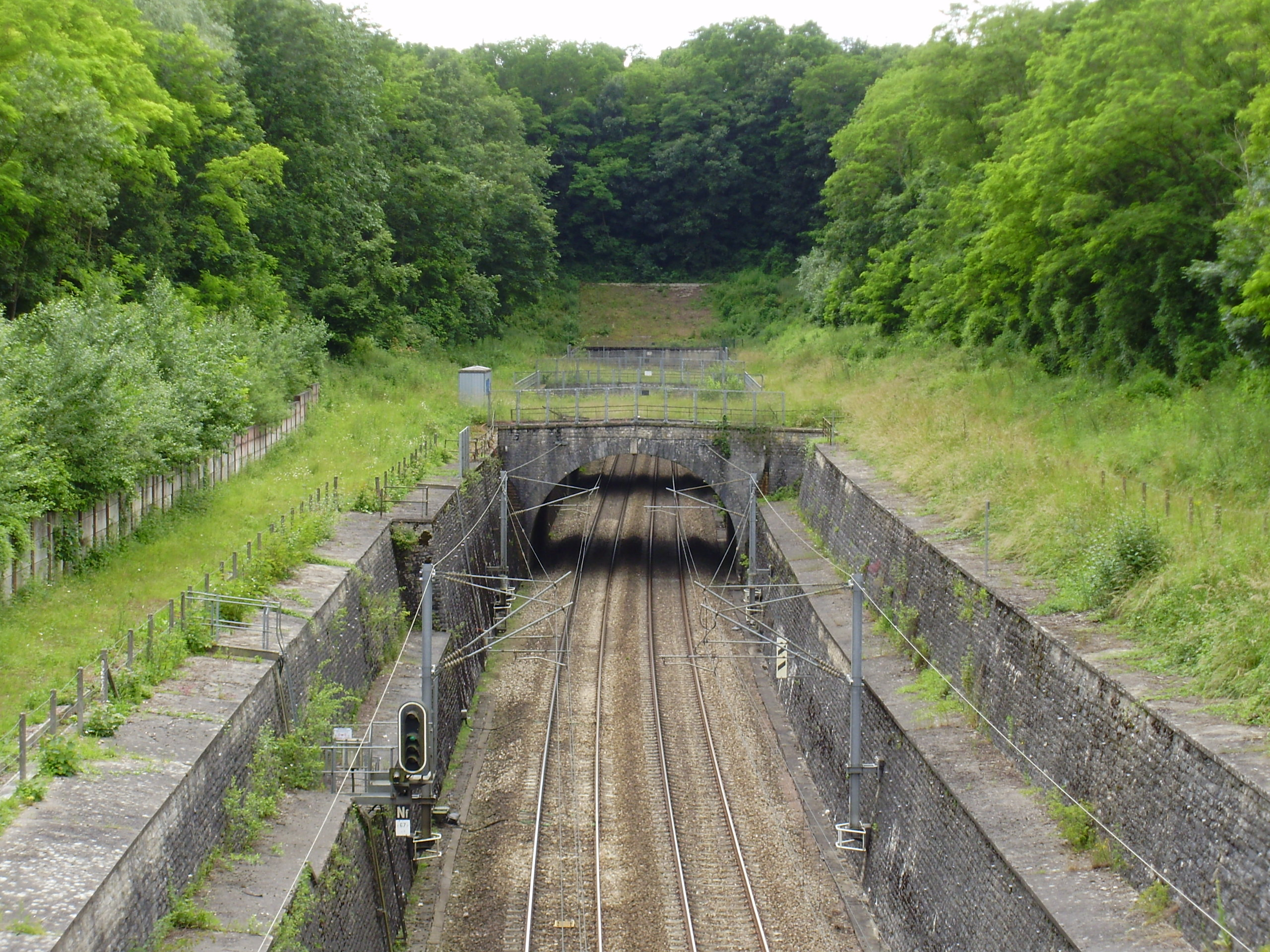
Tranchée est du tunnel de Bréval. L'entrée du tunnel se trouve après le pont visible au second plan.

La ligne de Mantes-la-Jolie à Cherbourg possède peu d'ouvrages d'art :
- Viaducs sur des fleuves et des rivières
  - Viaduc de Merey (Eure) (46 mètres) ;
  - Viaduc de l'Iton (Iton) (26 mètres) ;
  - Viaduc de Grosley (Risle) (61 mètres) ;
  - Viaduc de l'Orbiquet (Orbiquet) (53 mètres) ;
  - Viaduc de la Touques (Touques) ;
  - Viaduc de l'Orne (Orne) (45 mètres) ;
  - Pont de Flaye (Seulles) ;
  - Pont sur l'Aure (Aure) ;
  - Viaduc de la Vire (Vire) (40 mètres) ;
  - Viaduc de la Douve (Douve) (37 mètres) ;
- Viaduc
  - Viaduc de Gilles (45 mètres) ;

- Tunnels
  - Tunnel de Bréval (805 mètres) ;

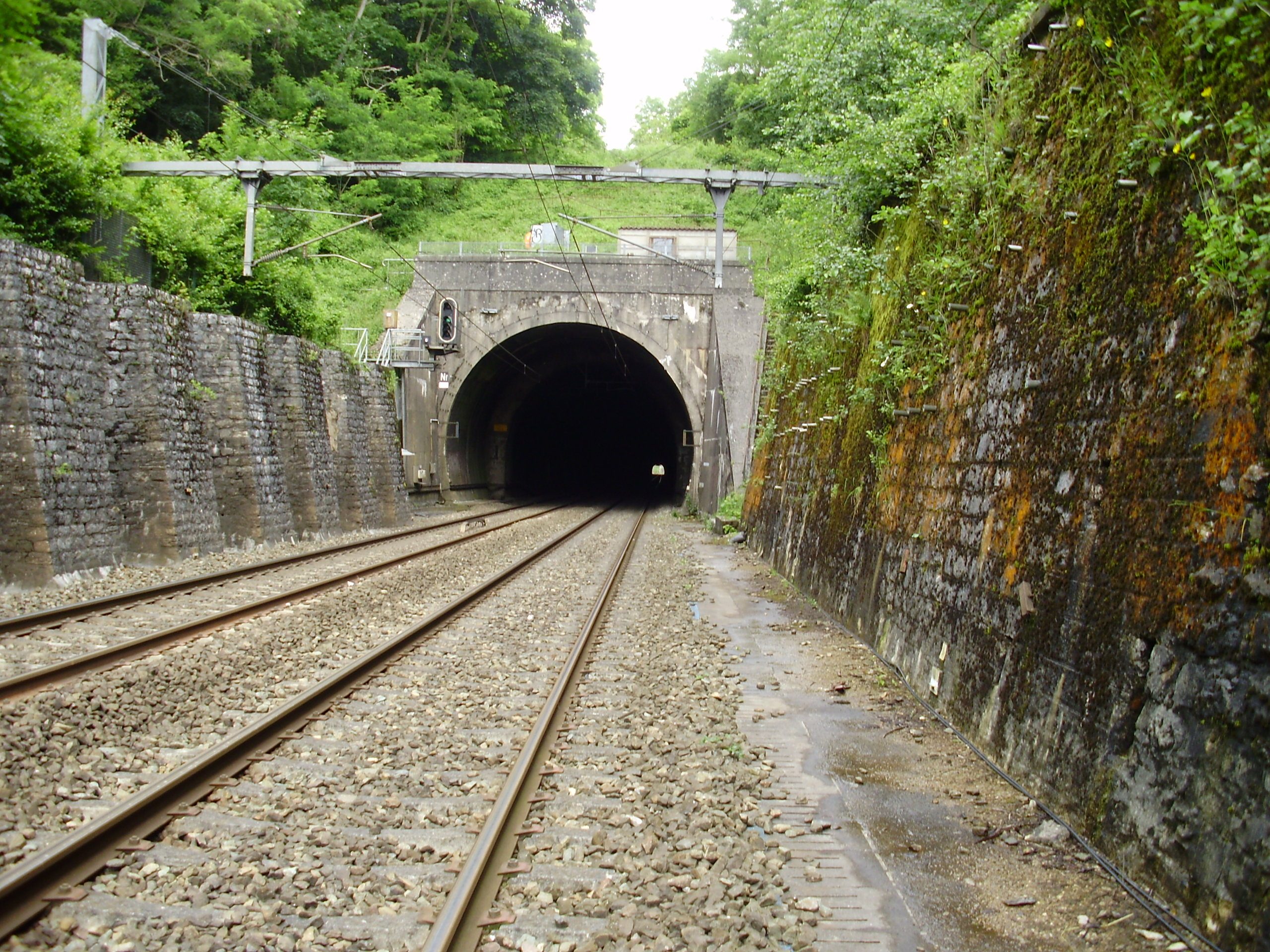
Entrée ouest du tunnel de Bréval.

  - Tunnel de Martainville (284 mètres) ;
  - Tunnel de Nétreville (1 790 mètres) ;
  - Tunnel de la Justice (364 mètres) ;
  - Tunnel de Navarre (191 mètres) ;
  - Tunnel de Conches (254 mètres) ;
  - Tunnel de Bernay (339 mètres) ;
  - Tunnel de La Motte (2 072 mètres) ;
  - Tunnel de La Houblonnière (458 mètres).

## Desserte

### Gares
- Mantes-la-Jolie
- Ménerville (fermée)
- Bréval
- Gilles – Guainville (fermée)
- Bueil
- Boisset (fermée)
- Le Val-David (fermée)
- Saint-Aubin-du-Vieil-Évreux (fermée)
- Évreux-Normandie
- Arnières-sur-Iton (fermée)
- La Bonneville-sur-Iton
- Conches
- Romilly-la-Puthenaye
- Beaumont-le-Roger
- Serquigny
- Bernay
- Saint-Mards-de-Fresne (fermée)
- Lisieux
- Mesnil-Mauger (fermée)
- Mézidon-Canon
- Moult – Argences
- Frénouville – Cagny
- Caen
- Carpiquet (fermée)
- Bretteville – Norrey
- Audrieu
- Bayeux
- Crouay (fermée)
- Le Molay-Littry
- Lison
- Neuilly-la-Forêt (fermée)
- Carentan
- Chef-du-Pont - Sainte-Mère (fermée)
- Fresville (fermée)
- Montebourg (fermée)
- Valognes
- Sottevast (fermée)
- Couville (fermée)
- Martinvast (fermée)
- Cherbourg
- Cherbourg-Maritime (fermée)

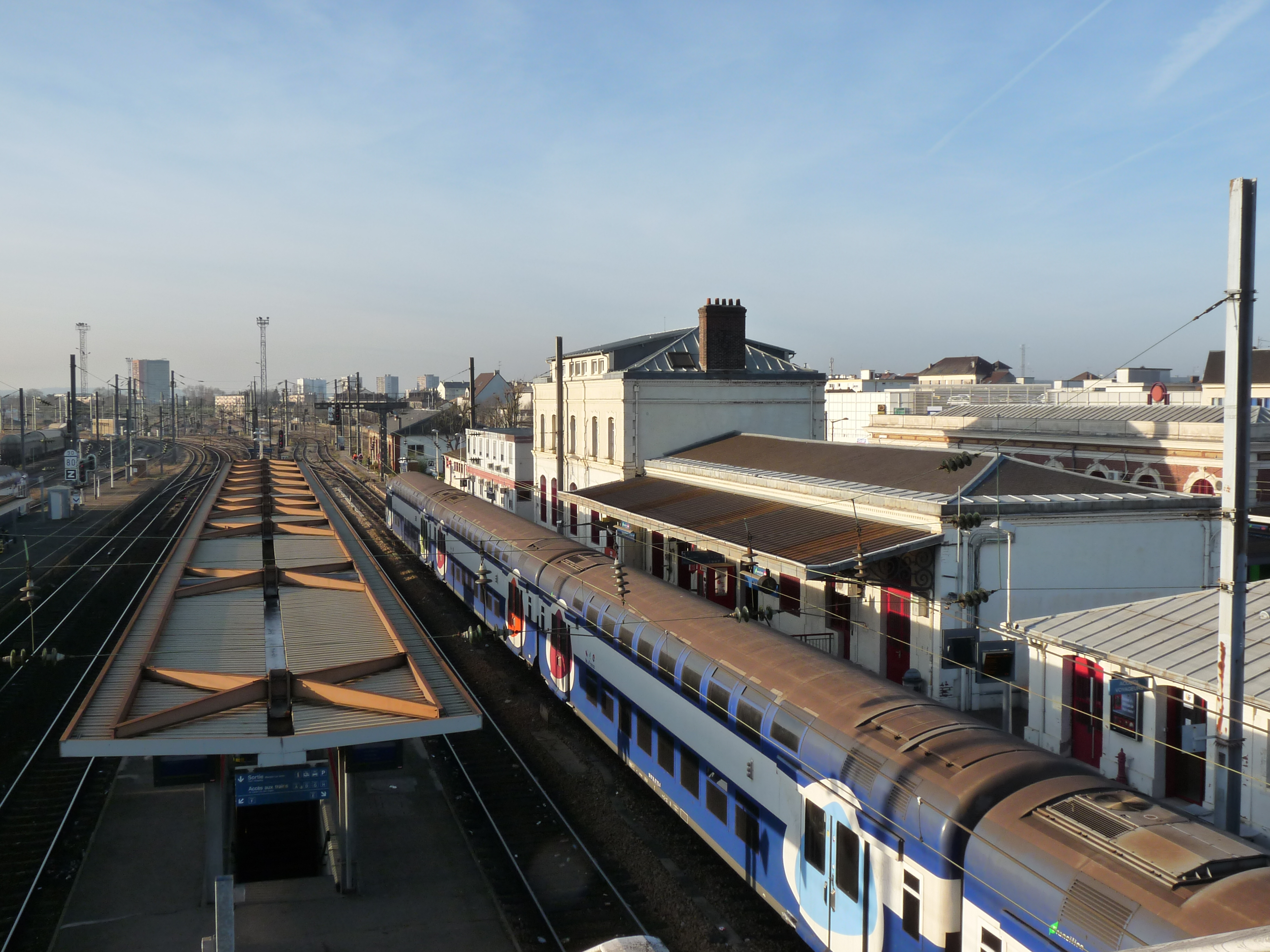
La gare de Mantes-la-Jolie en 2016 (voies vers Cherbourg sur la gauche).
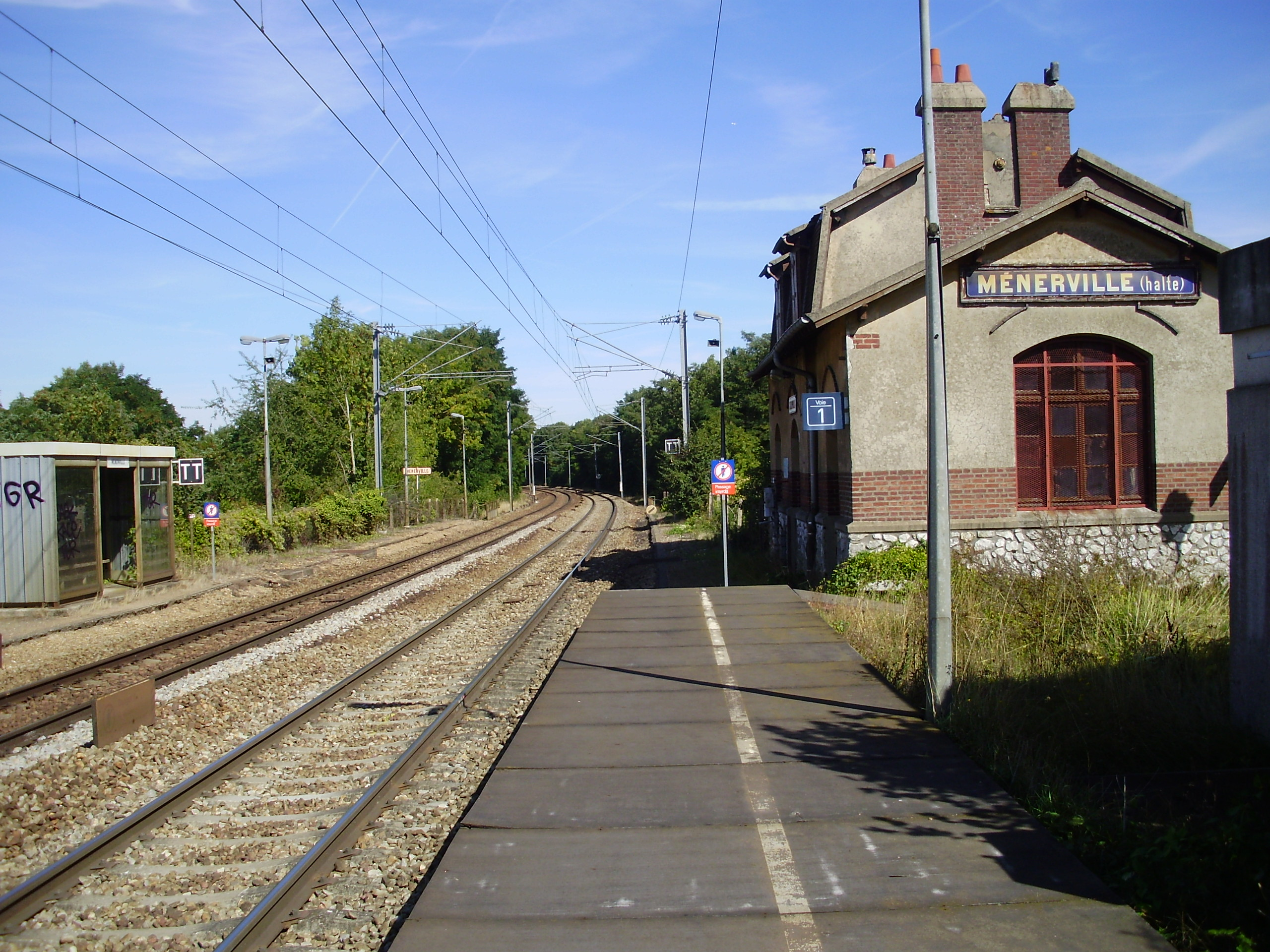
L'ancienne gare de Ménerville en 2010.
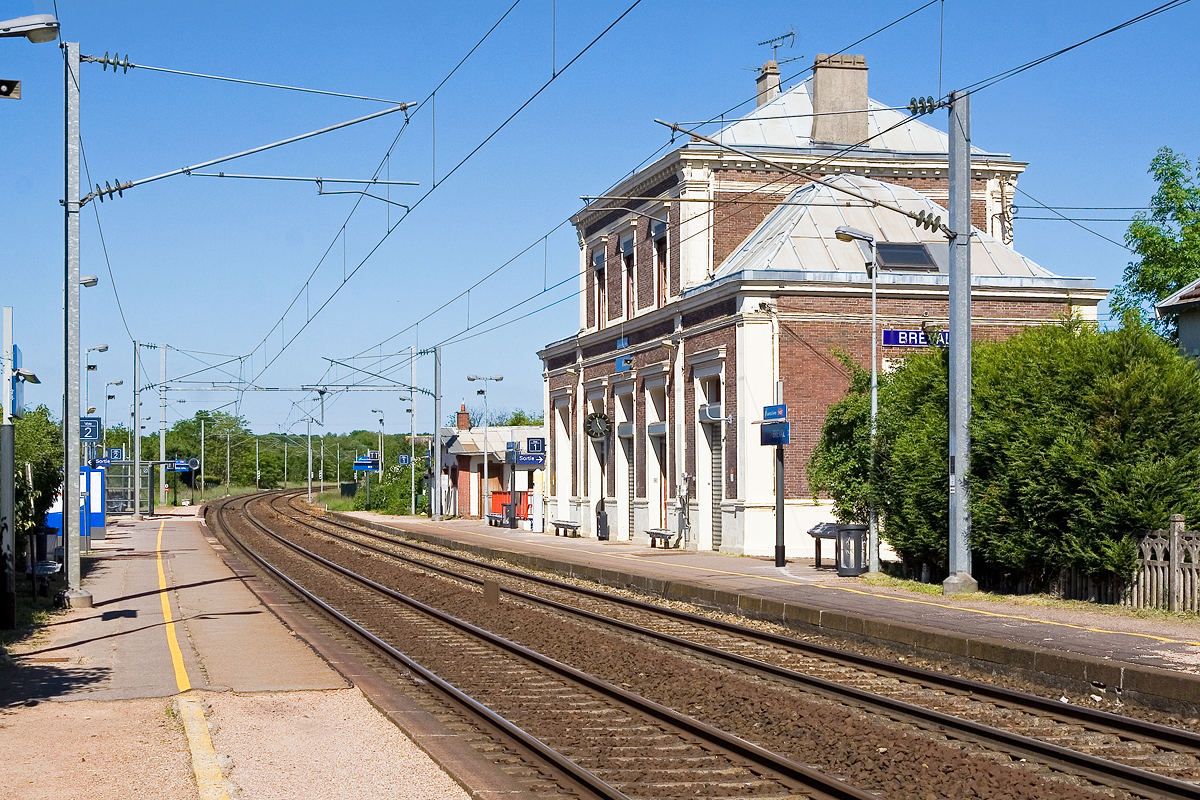
La gare de Bréval en 2009.
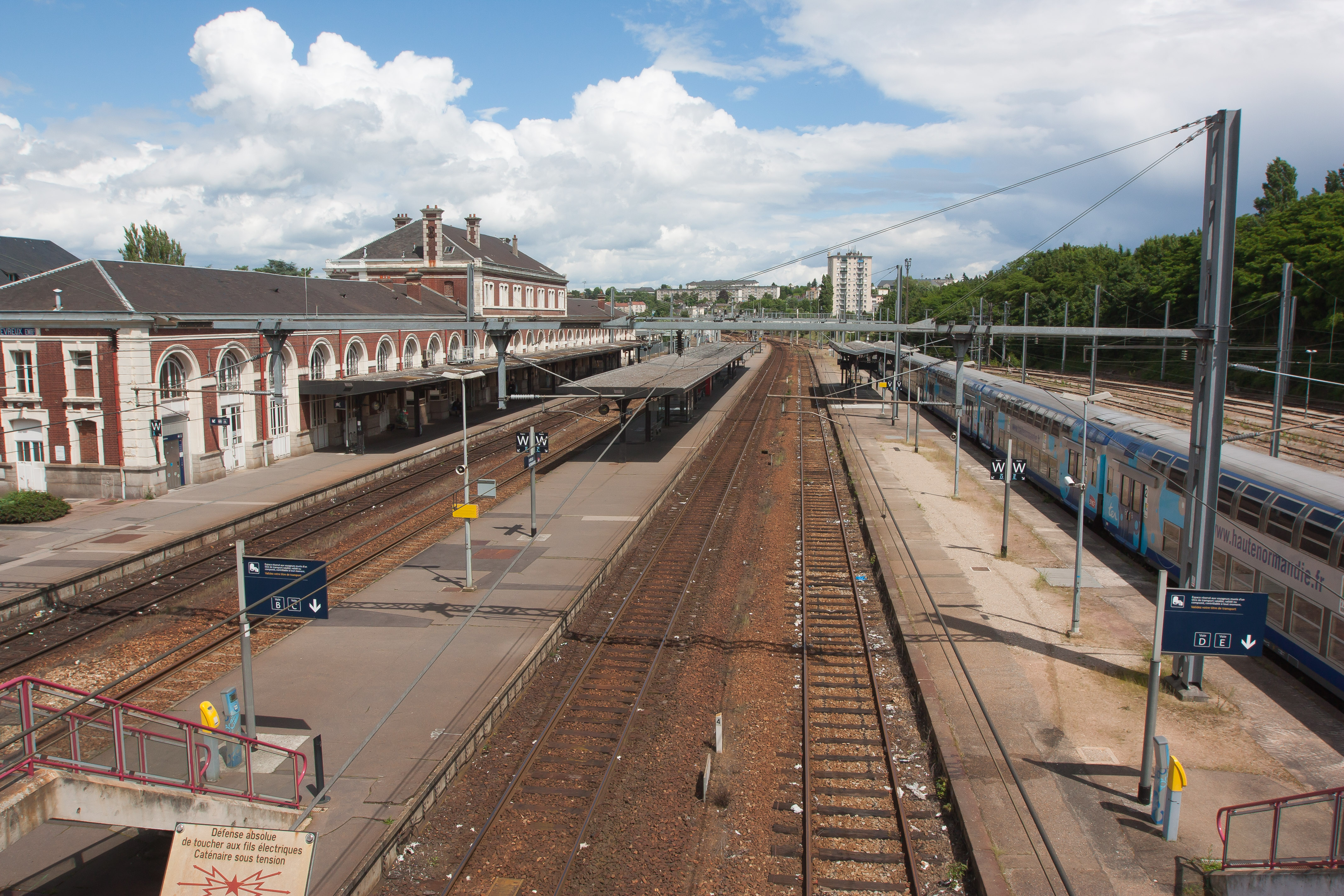
La gare d'Évreux-Normandie en 2016.
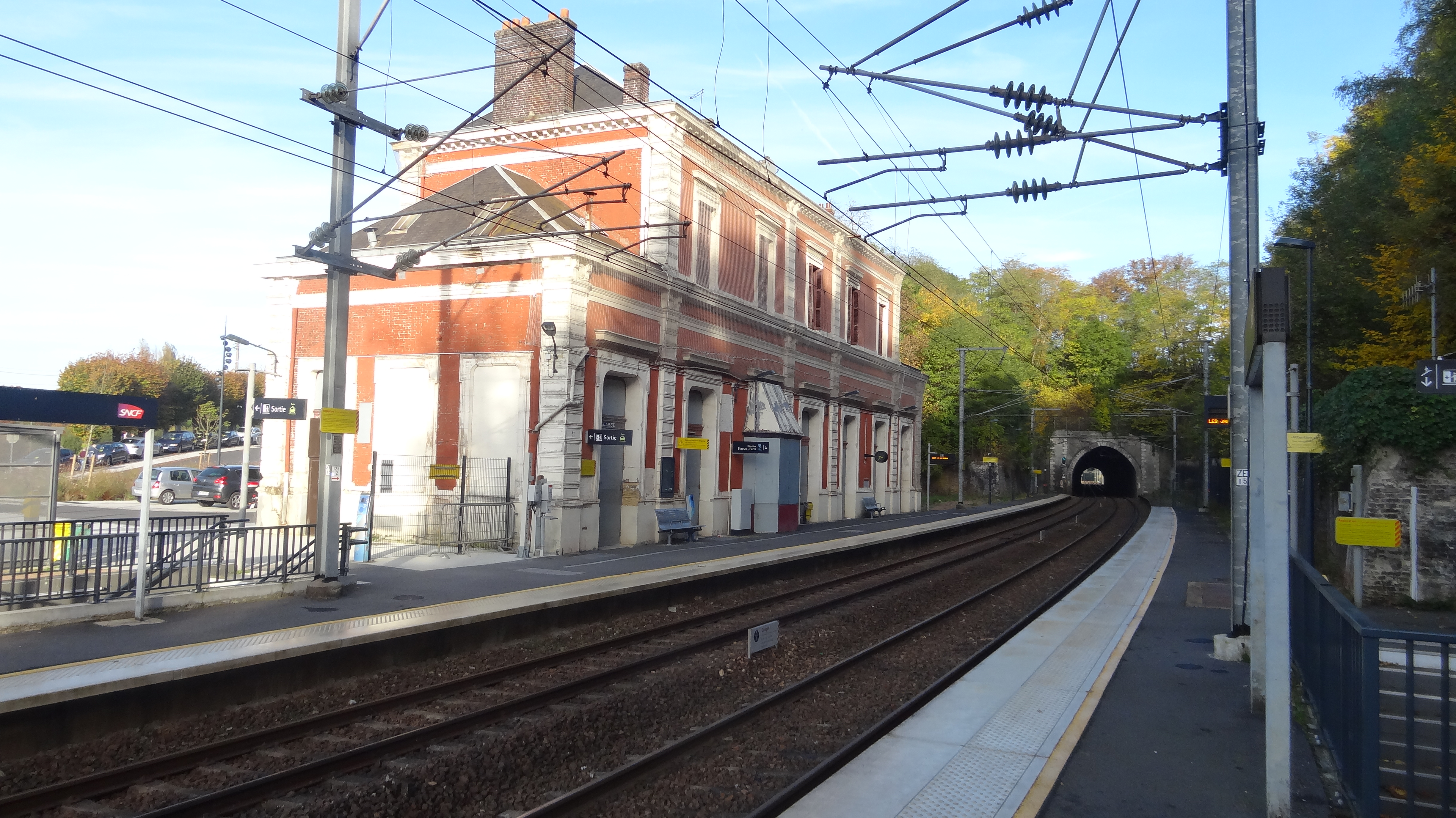
La gare de Conches en 2016.
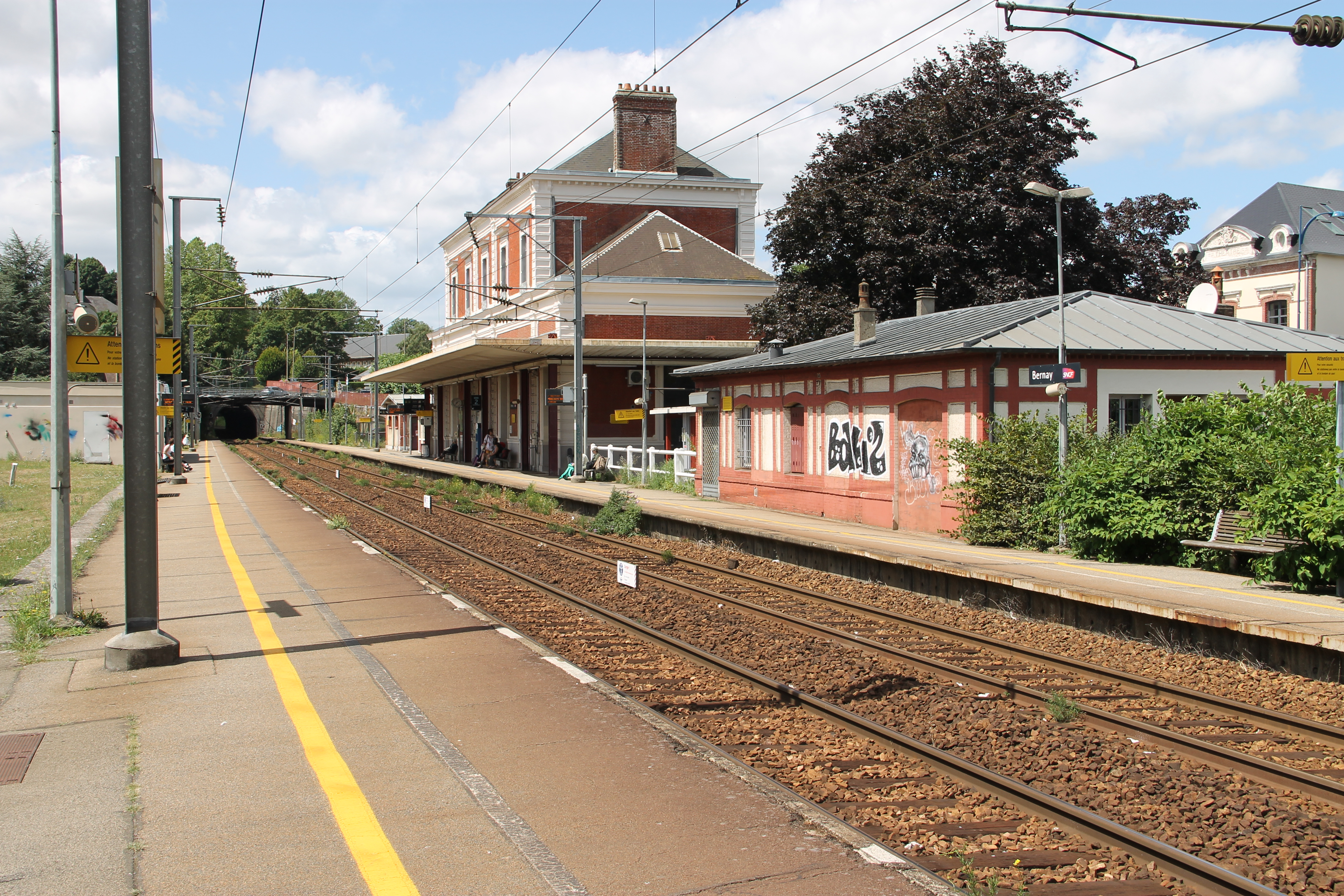
La gare de Bernay en 2018.
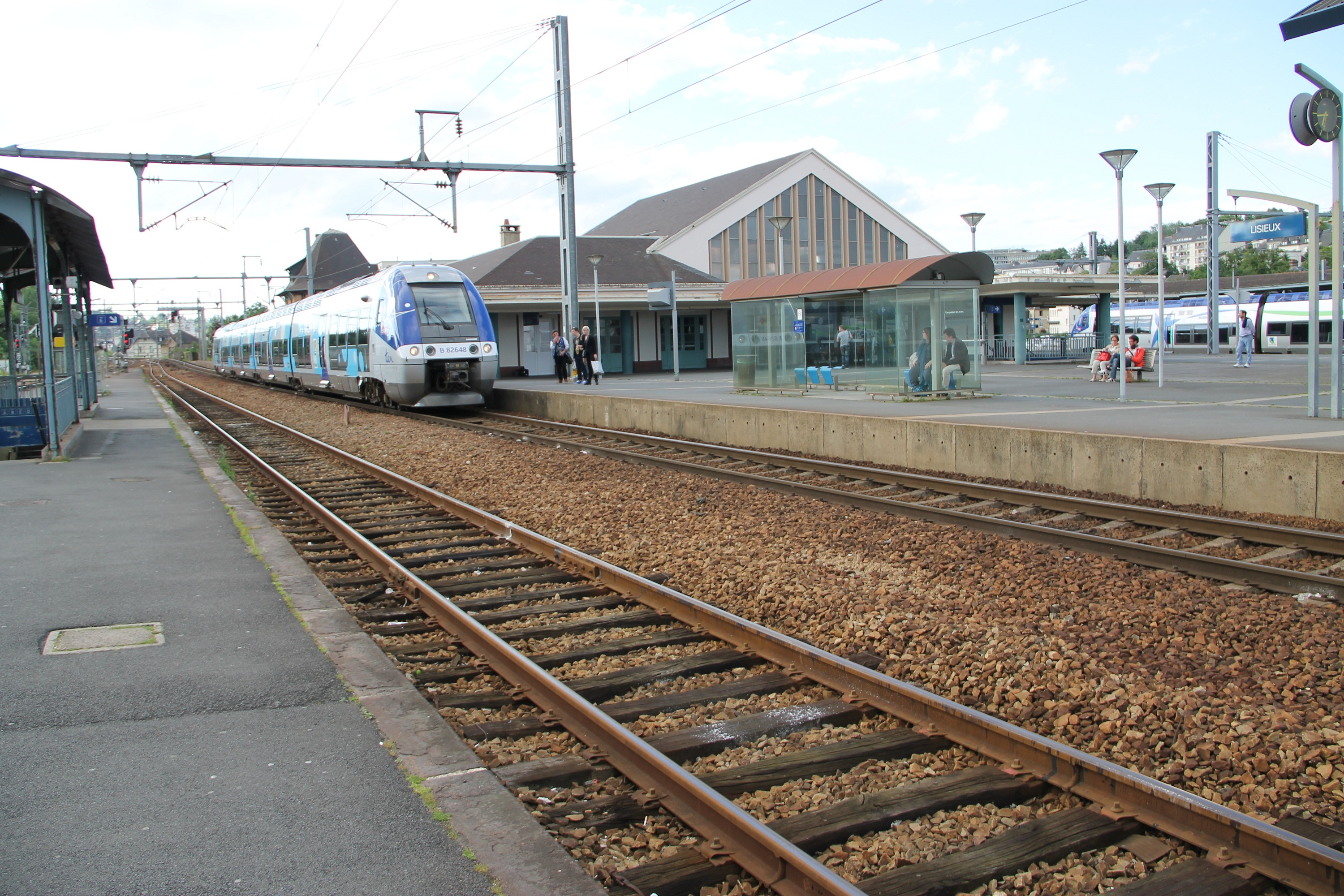
la gare de Lisieux en 2014.
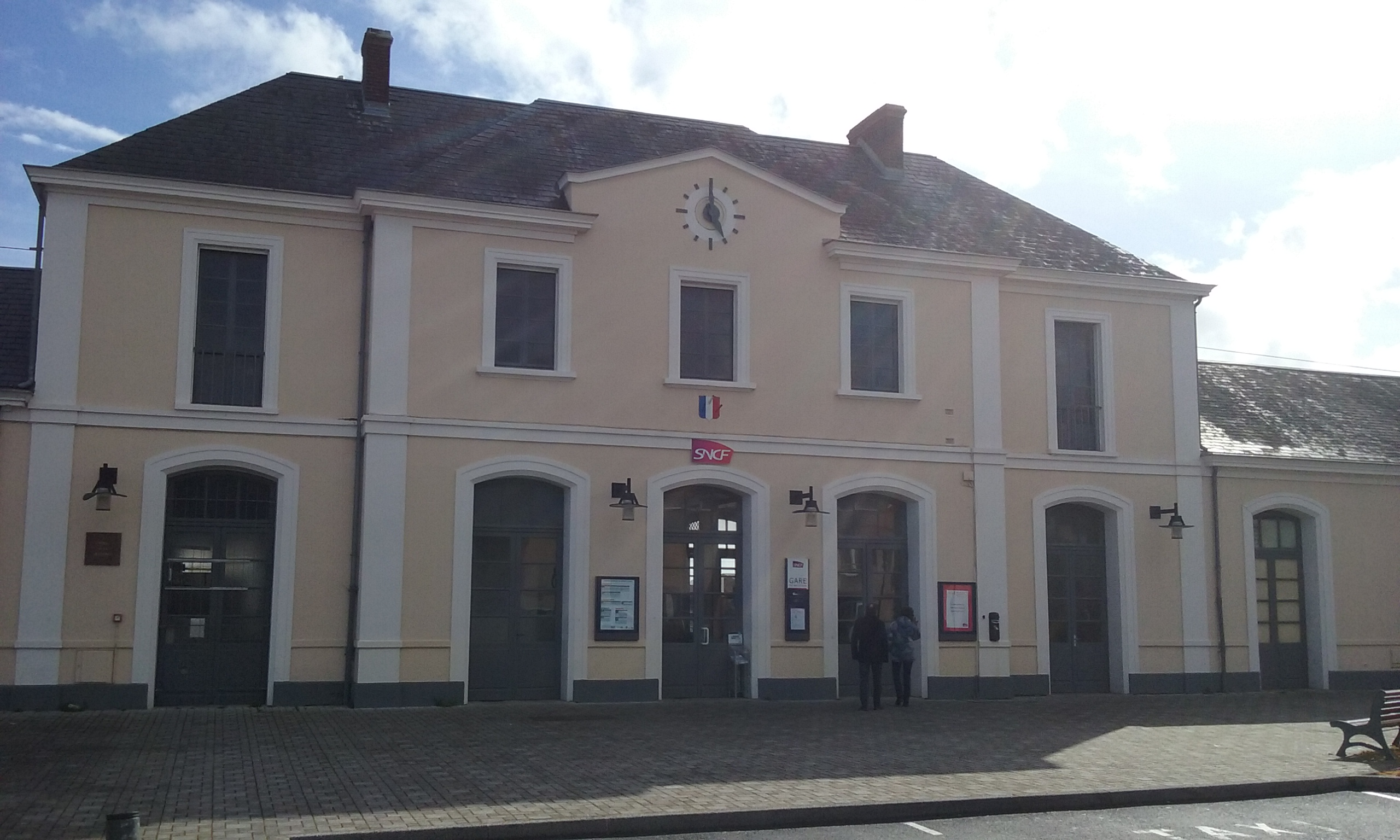
La gare de Mézidon en 2016.
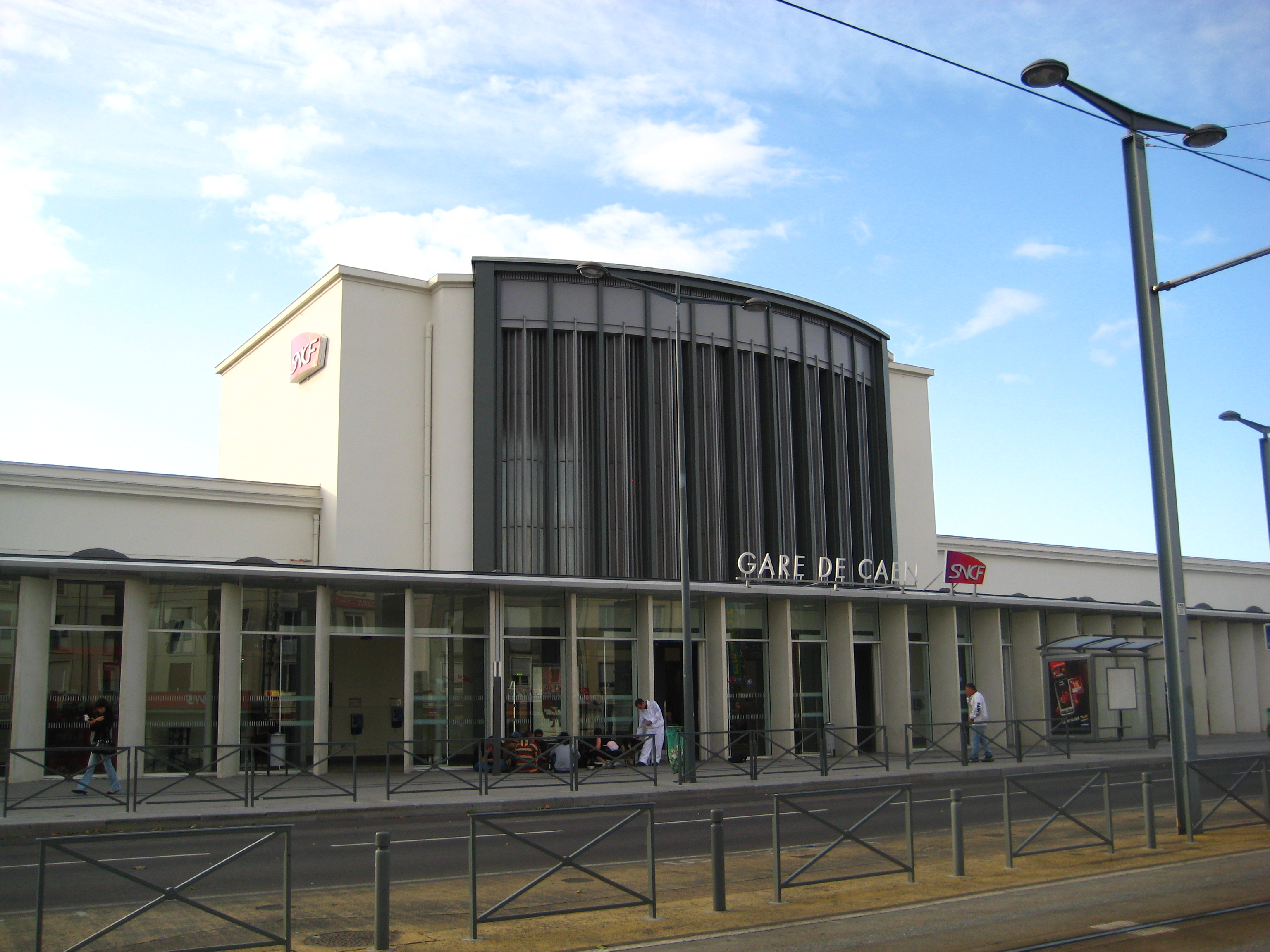
La gare de Caen en 2009.
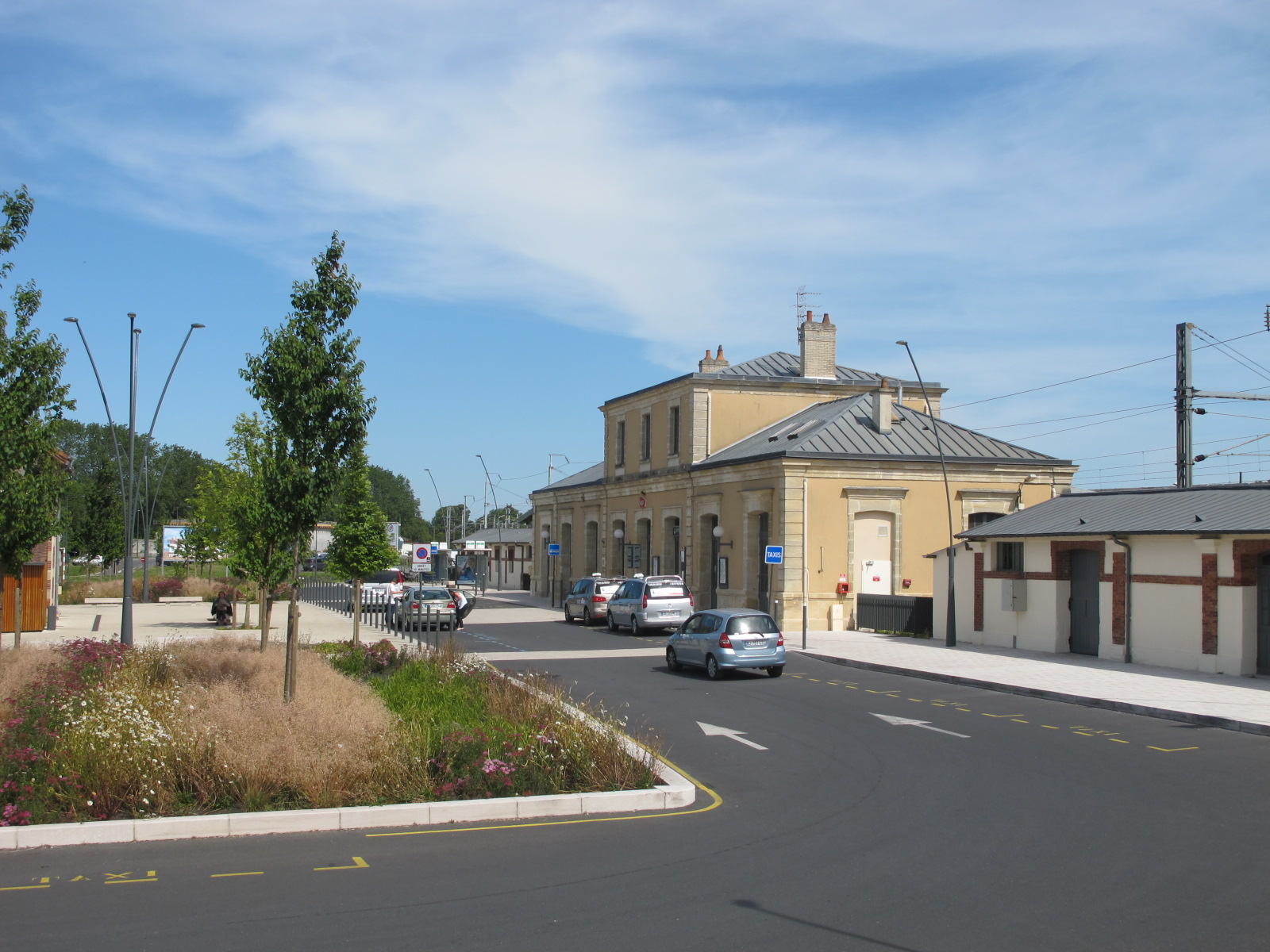
La gare de Bayeux en 2014.
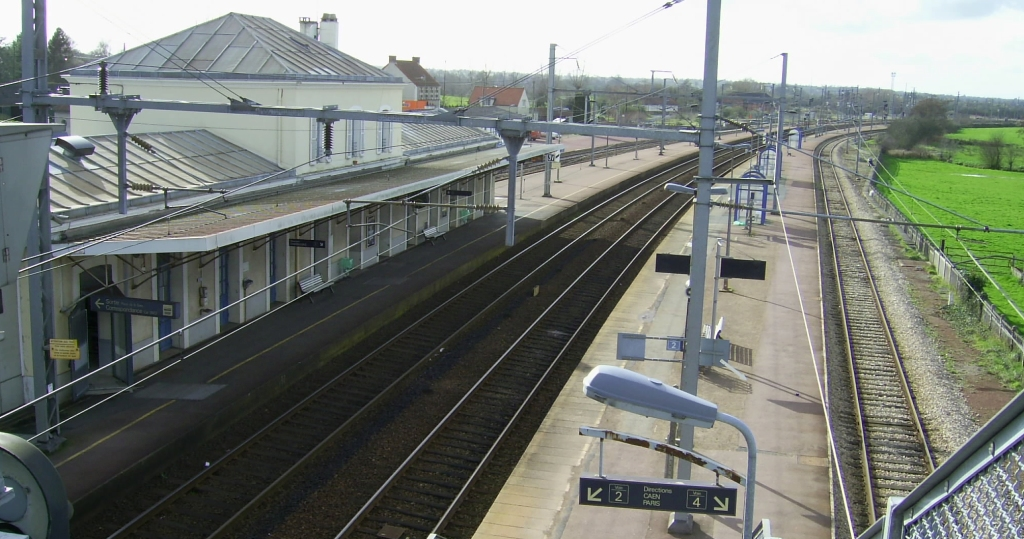
La gare de Lison en 2007.
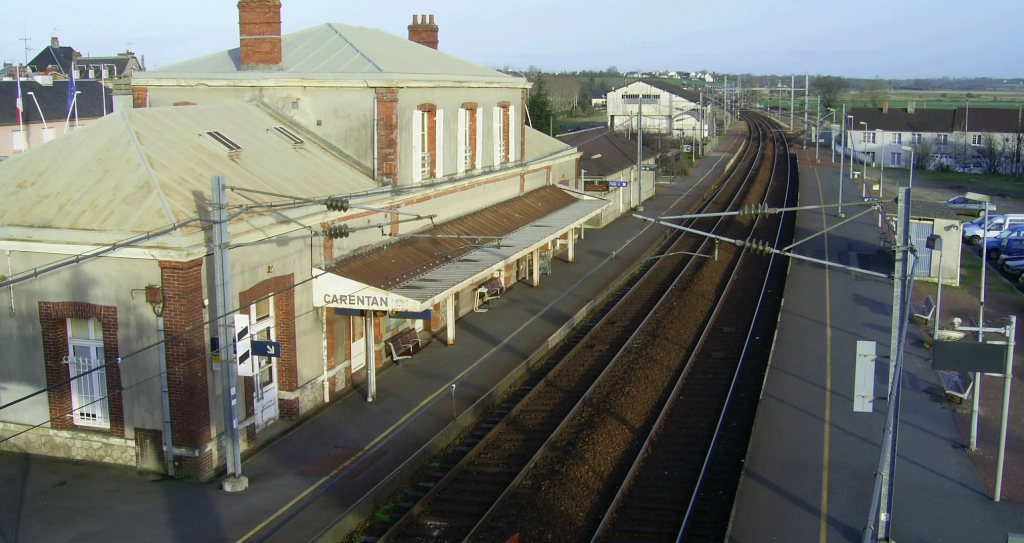
La gare de Carentan en 2007.
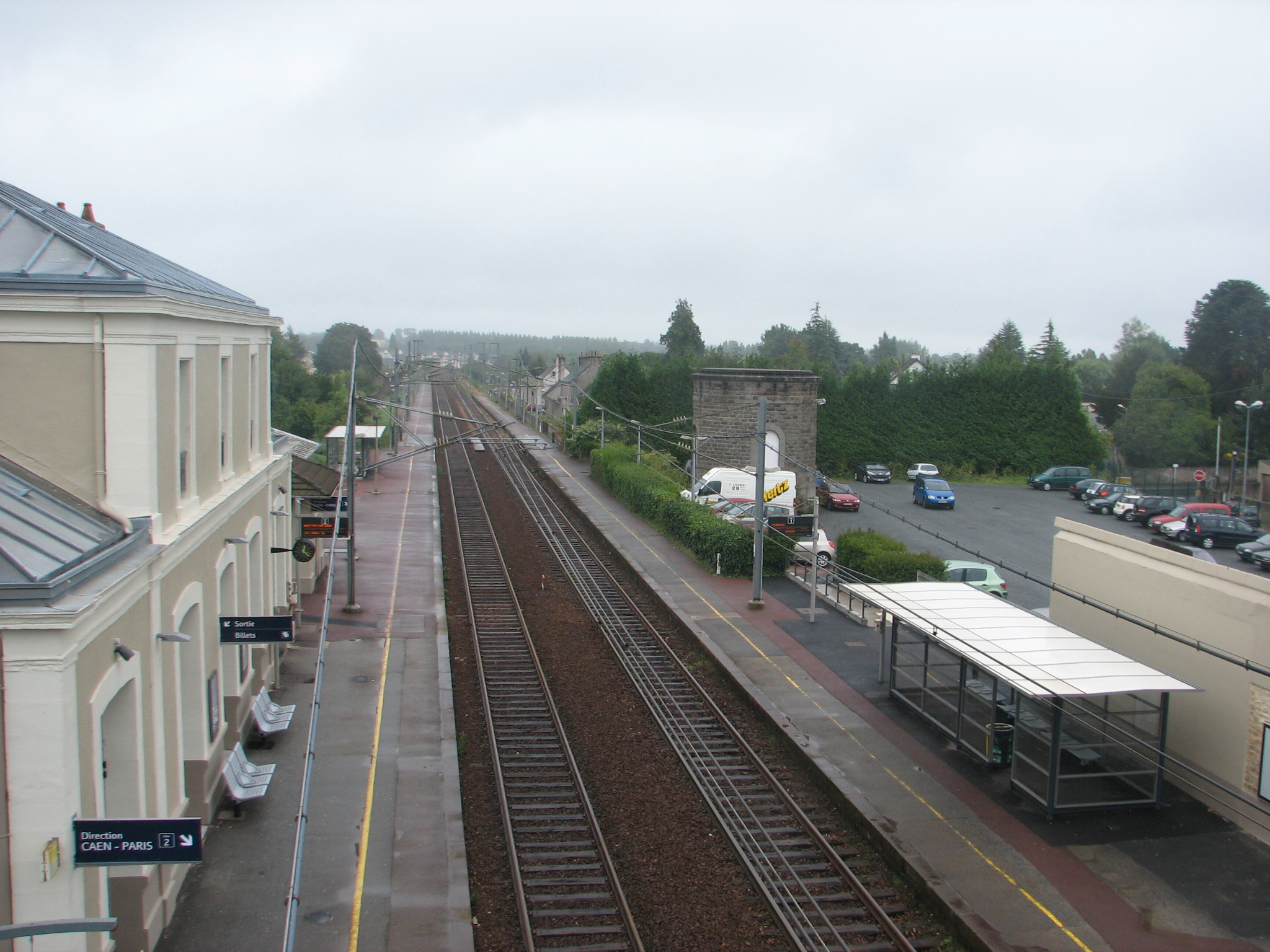
La gare de Valognes en 2010.
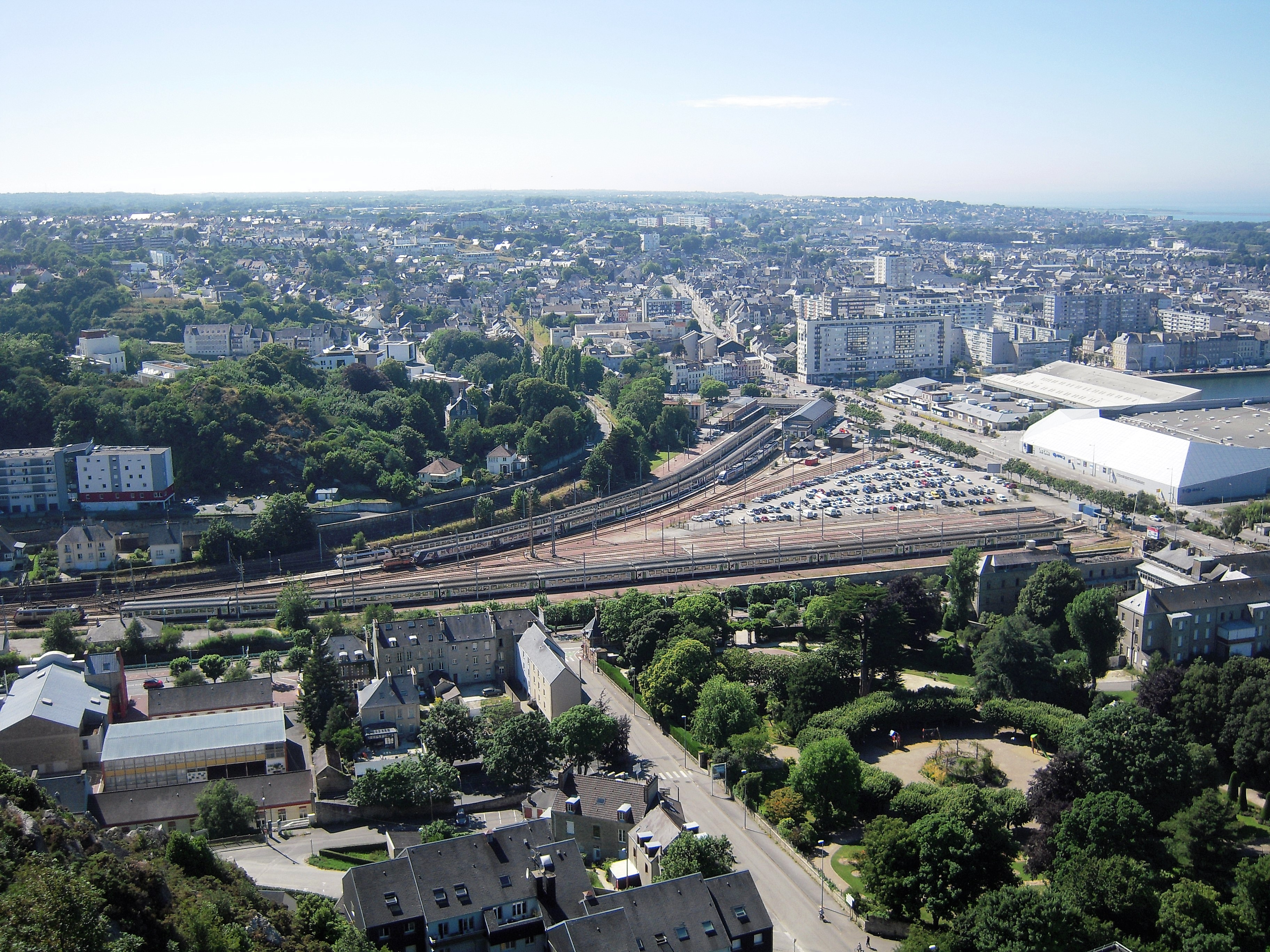
La gare de Cherbourg en 2017.
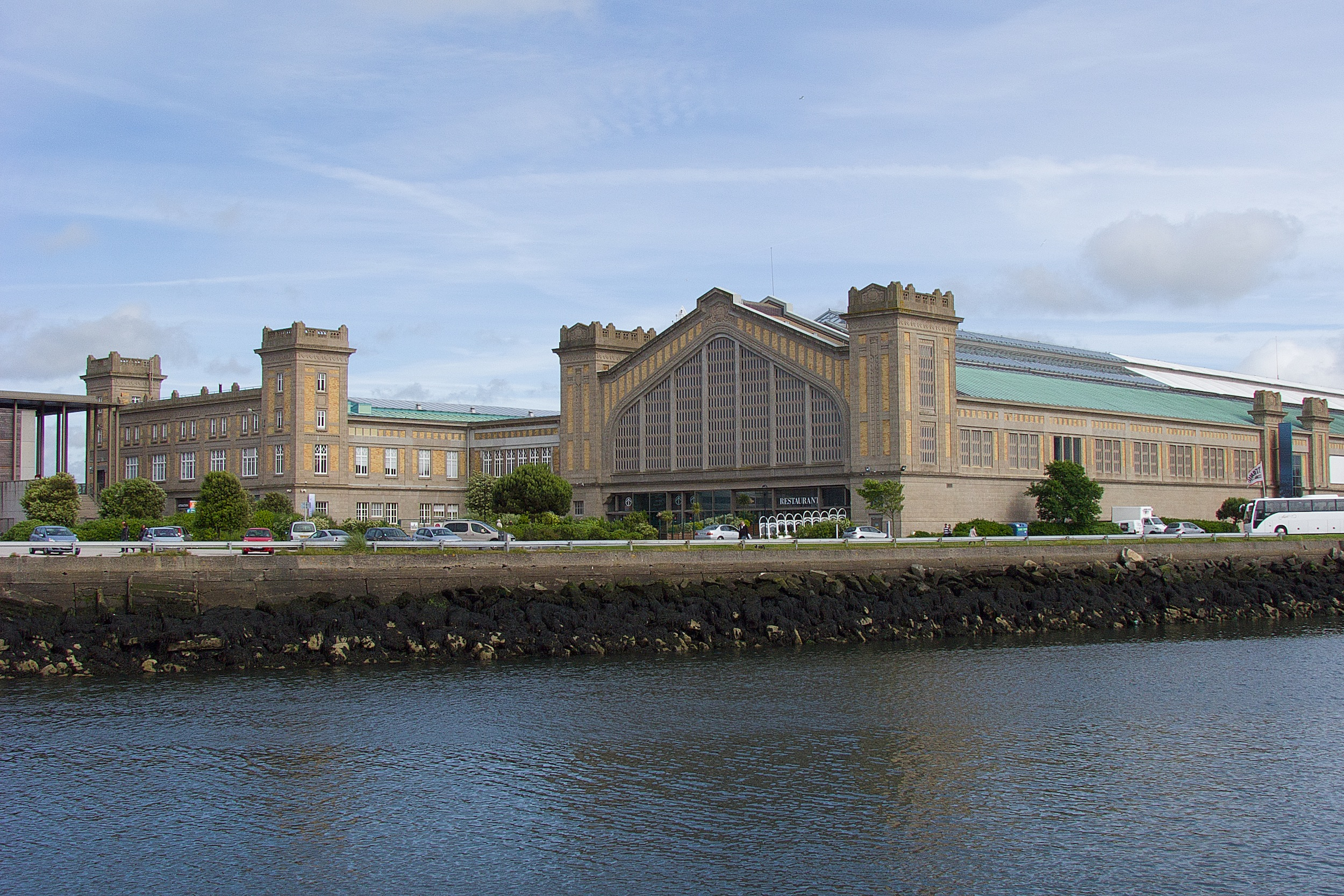
L'ancienne gare de Cherbourg-Maritime en 2012.

### Trafic

#### Réseau NOMAD
NOMAD est la nouvelle offre de mobilité en Normandie. Créée au 1er janvier 2020, cette nouvelle identité regroupe à la fois les transports régionaux non urbains et scolaires (trains, cars, transports à la demande et covoiturage). À terme, et dans un contexte d'ouverture à la concurrence, l'appellation "NOMAD Train" a vocation à se substituer à la marque TER, propriété de SNCF Voyageurs (anciennement SNCF-Mobilités).

##### Liaisons Krono+ (grandes lignes)
Ces liaisons correspondent aux anciennes lignes Intercités (Trains d’Equilibre du Territoire), qui relevaient jusqu'ici de la responsabilité de l’État et dont le transfert à la région Normandie a été opéré au 1er janvier 2020.
Pour le périmètre qui nous intéresse ici, sont concernées les lignes Paris<>Caen<>Cherbourg et Paris<>Trouville-Deauville.
Depuis 1996, ces deux liaisons étaient exclusivement assurées par des rames Corail composées de dix voitures (dont deux de 1re classe). Cela dit, avec l’accroissement de l’offre au service annuel 2020, ces rames ont toutes été réduites à neuf voitures. Rappelons également que, jusqu’au milieu des années 2000, ces compositions Corail fluctuaient entre neuf et douze voitures, avec parfois trois ou quatre voitures de 1re classe.
Aptes à 200 km/h, ces rames Corail ont été rénovées à partir de 2007, arborant désormais une livrée extérieure propre à l’ancienne région Basse-Normandie (BN) et des aménagements intérieurs revus à la marge. Auparavant, ces rames avaient reçues la rénovation dite « Nouvelle-décoration » (après la rénovation dite « Corail Plus »), dont certaines voitures composent encore quelques rames aujourd’hui.
Précisons également que, depuis moins d’une dizaine d’années, les rames Corail réversibles Haute-Normandie (RCR HN), aptes à 160 km/h, étaient également employées sur cet axe.
La traction des rames Corail Basse-Normandie était assurée par des BB 15000 (en remplacement des BB 16000) et par des BB 26000. Ces dernières étant aptes à 200 km/h, elles étaient prioritairement affectées aux missions Paris-Cherbourg, pour la plupart directes entre Paris et Caen. S’agissant des RCR, celles-ci sont accouplées à des BB 15000 équipées de la réversibilité (en remplacement des BB 16100).
Depuis février 2020, de nouvelles automotrices Bombardier à deux niveaux entrent peu à peu en service sur ces lignes et ont vocation, à terme, à se substituer aux rames Corail. Commandées à 40 exemplaires, ces rames Omneo Premium (Z 56600) permettent, elles-aussi, d'atteindre une vitesse commerciale de 200 km/h sur les portions de voies le permettant. Bien qu'utilisant la plateforme des Regio2n, ces automotrices de 10 caisses (dont 6 voitures) disposent d'un haut niveau de confort. La dernière circulation des BB 26000 a eu lieu le 2 février 2021. Depuis cette date, Omneo Premium assurent le service sur la ligne.

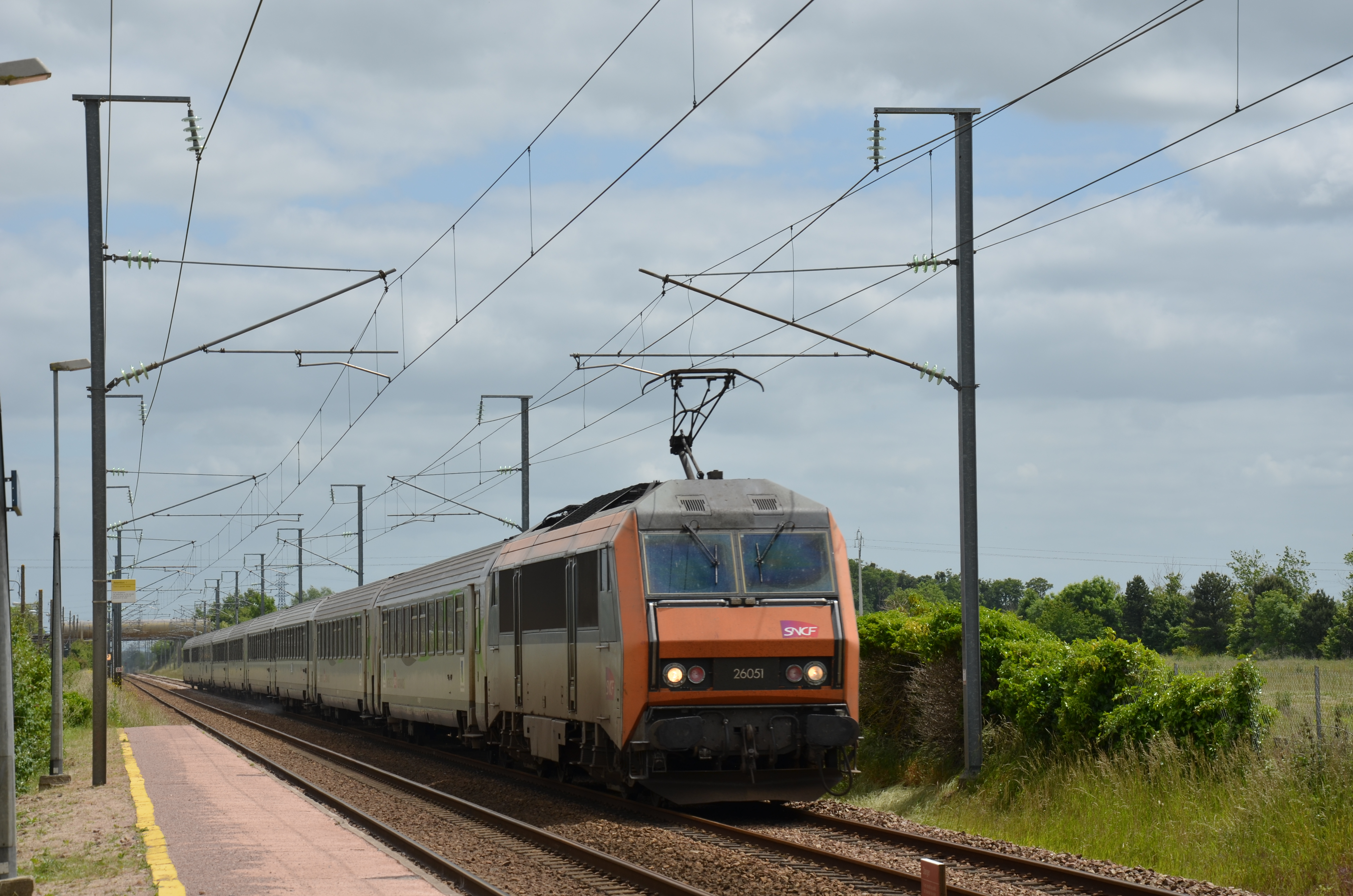
BB 26000 + Intercités Paris-Cherbourg à Frénouville - Cagny en 2015.
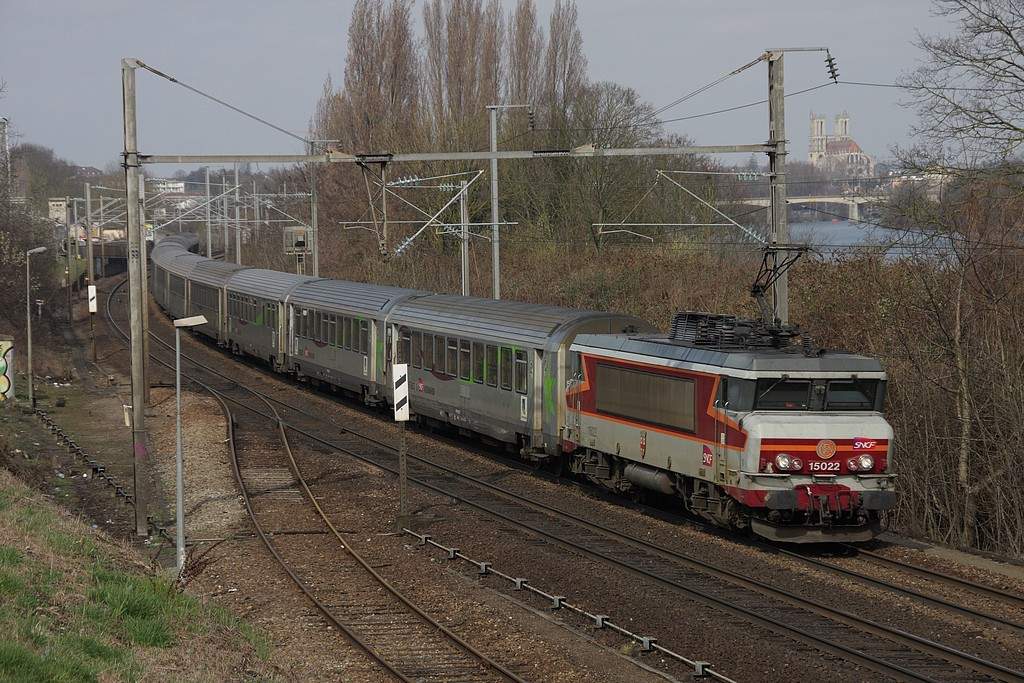
BB 15000 + Intercités Caen-Paris près de Mantes en 2010.
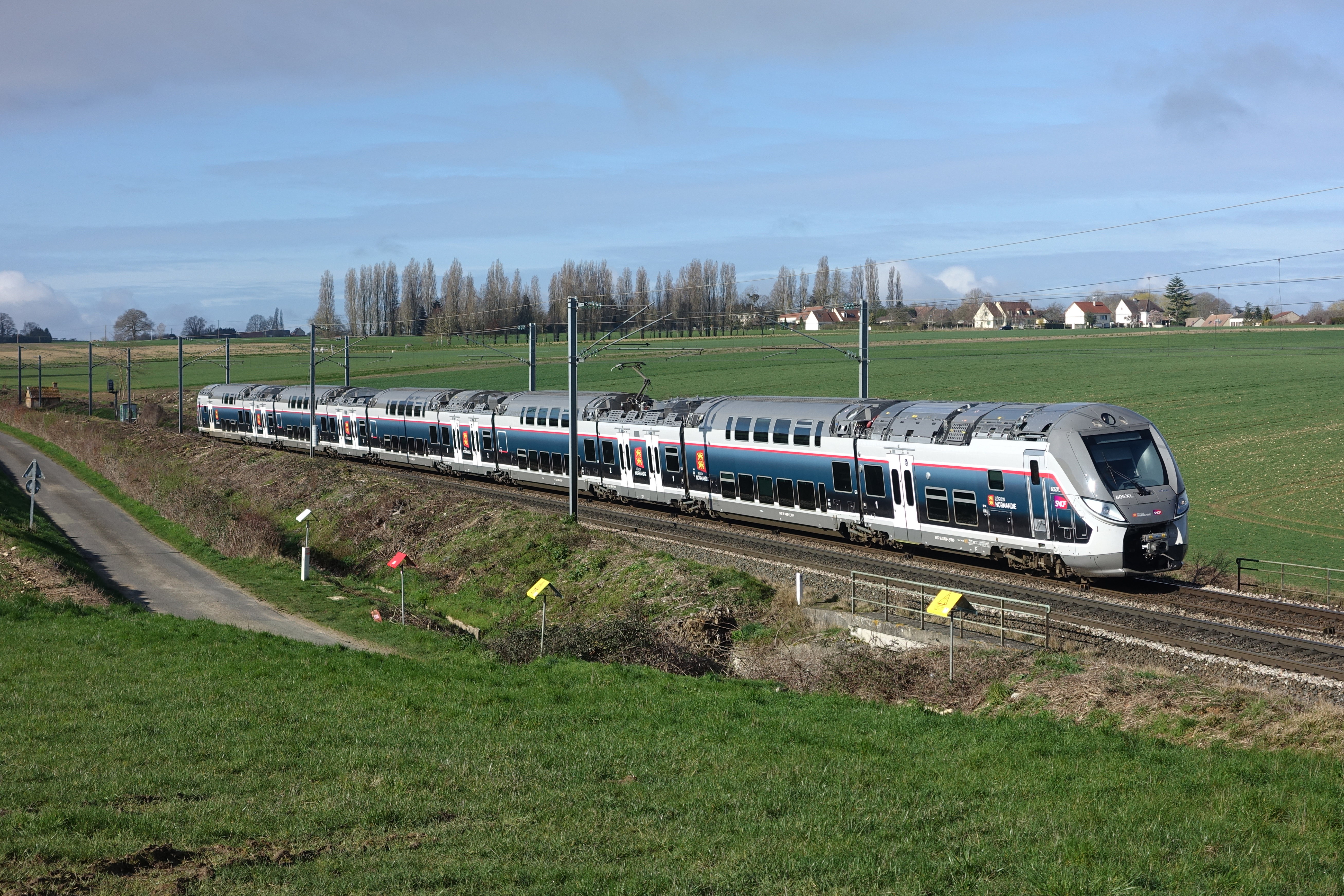
Omneo Premium passant près de Ménerville en 2020.

##### Autres liaisons NOMAD (Krono, Citi et Proxi)
Ces liaisons correspondent, à grands traits, au périmètre historique du réseau TER Normandie.
Sont ici concernées les lignes Paris – Évreux – Serquigny (anciennement Intercités), Caen – Cherbourg, Caen – Lisieux, Caen – Rouen (jusqu’à Serquigny), Caen – Coutances – Granville – Rennes (jusqu’à Lison) et Caen – Le Mans – Tours (jusqu’à Mézidon).

Côté matériel roulant, ces lignes régionales sont, pour la plupart, parcourues par des autorails à grande capacité (X 76500 BN à trois caisses, Z 27500 BN à quatre caisses, Z 27500 HN à trois caisses et B 82500 HN à quatre caisses), ainsi que par des Régiolis à quatre caisses (B 85900). La ligne Paris – Évreux – Serquigny est, quant à elle, assurée par des VO 2N et, parfois, par des Z 26500.

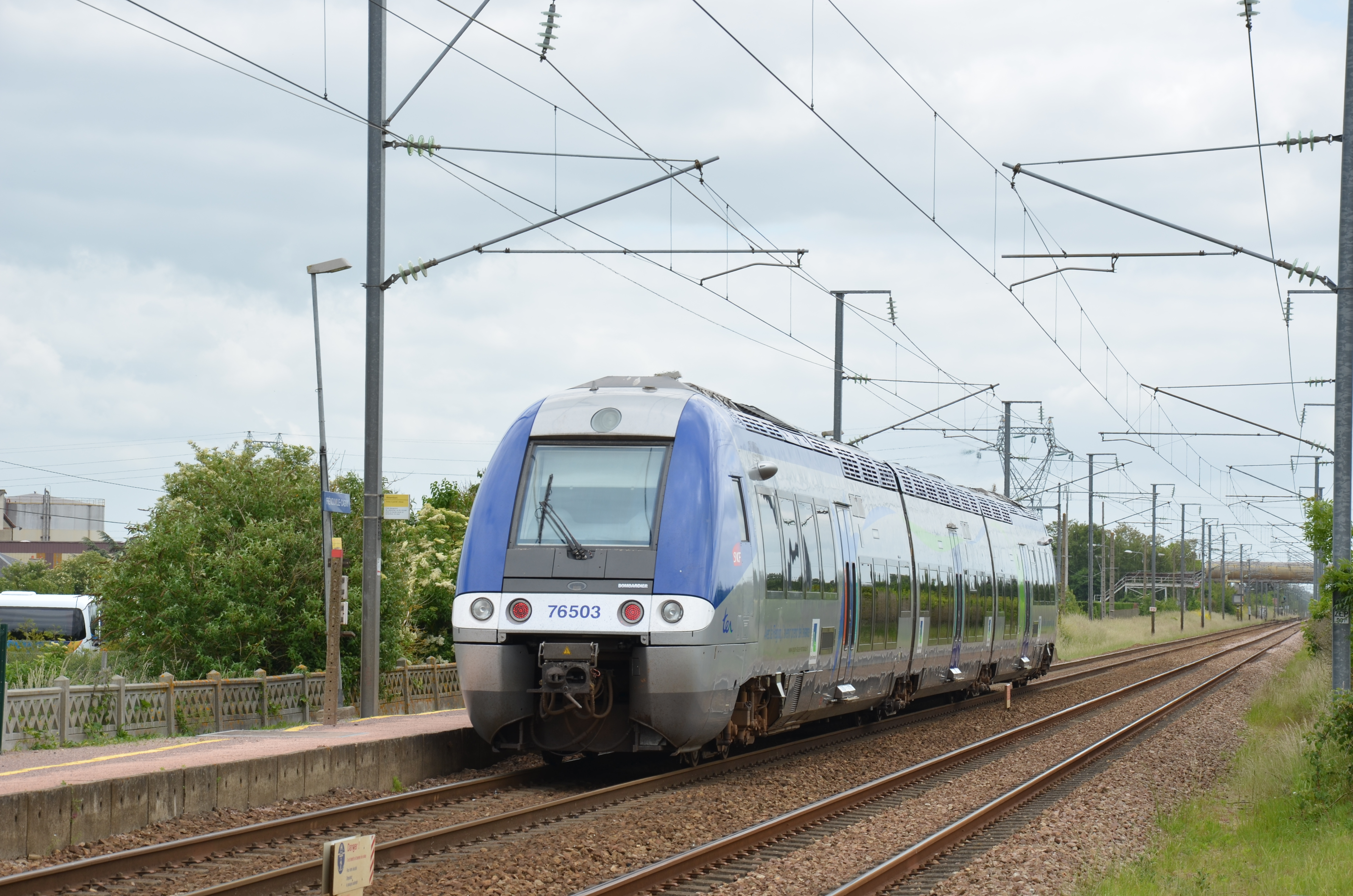
X 76500 BN à Frénouville - Cagny en 2015.
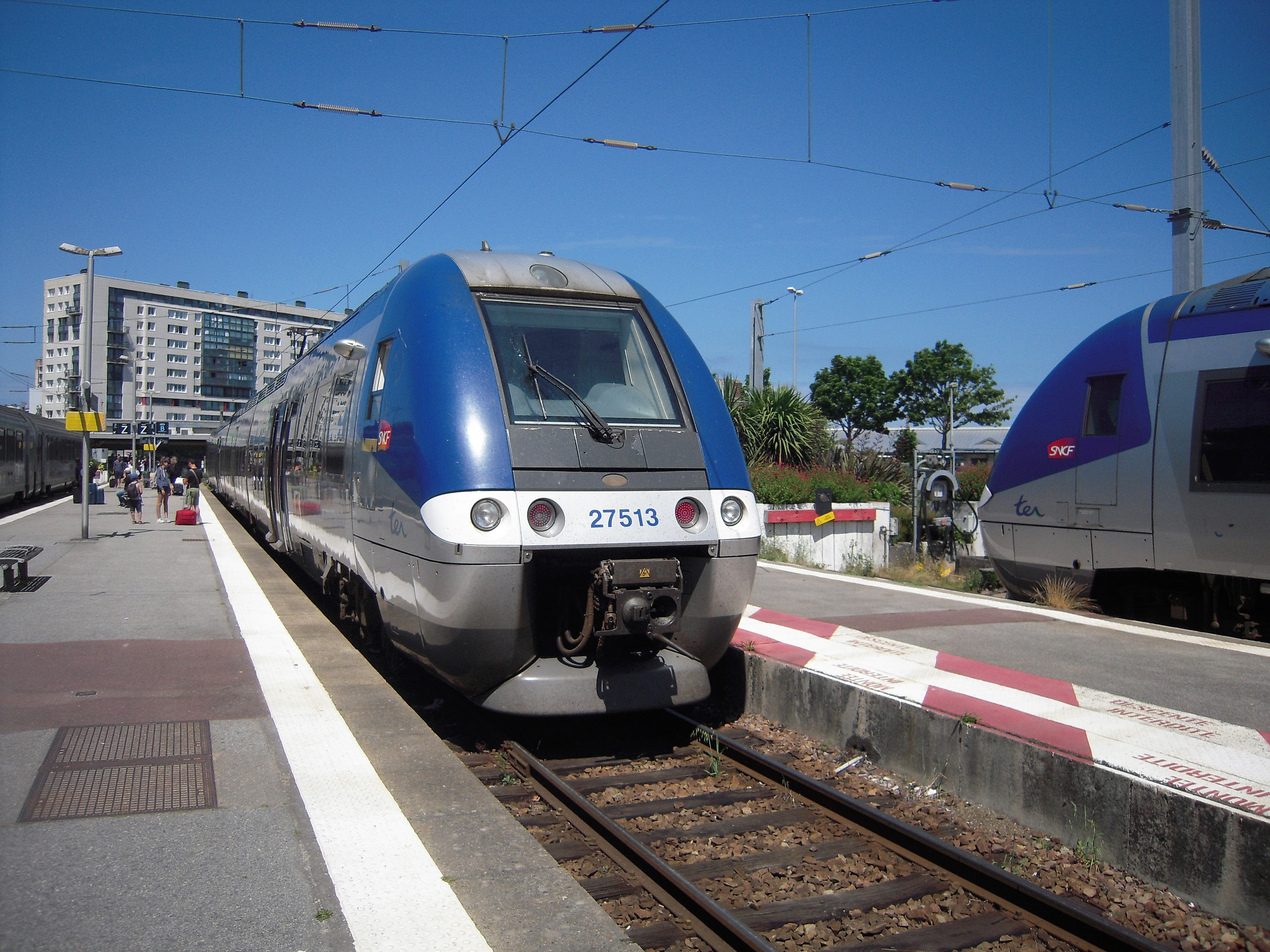
Z 27500 BN à Cherbourg en 2017.
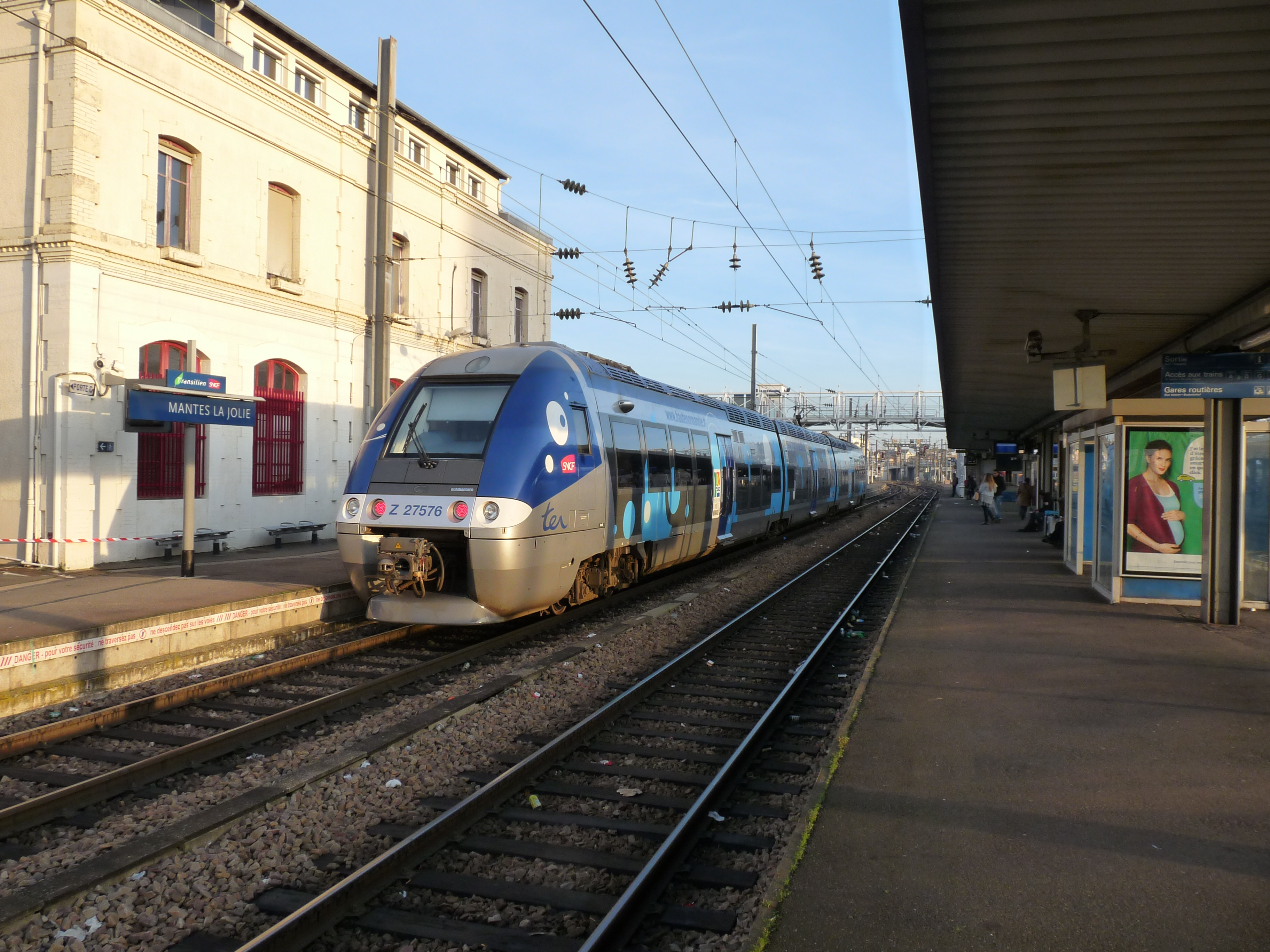
Z 27500 HN à Mantes-la-Jolie en 2016.
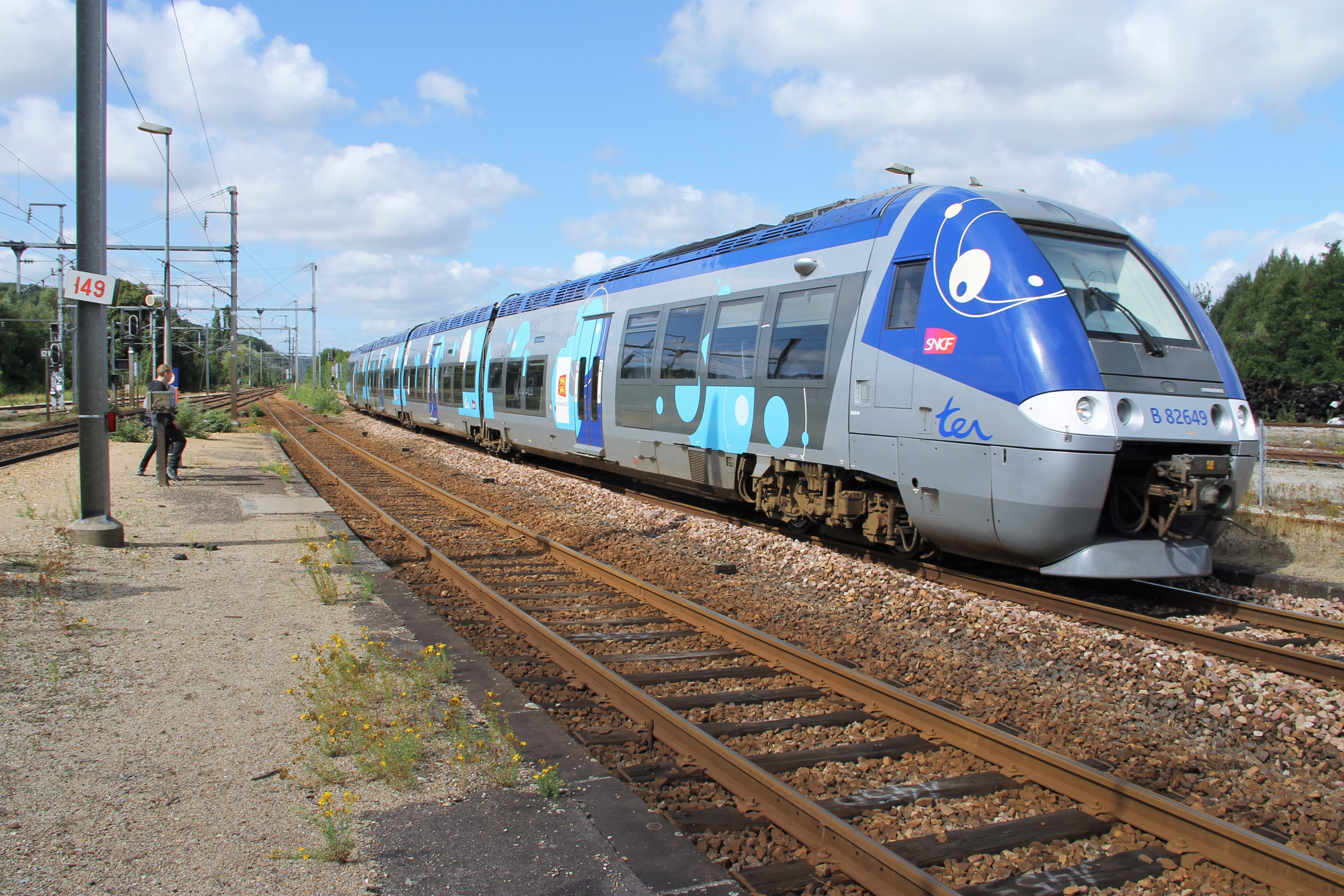
B 82500 HN à Serquigny sur un TER Caen-Rouen en 2018.
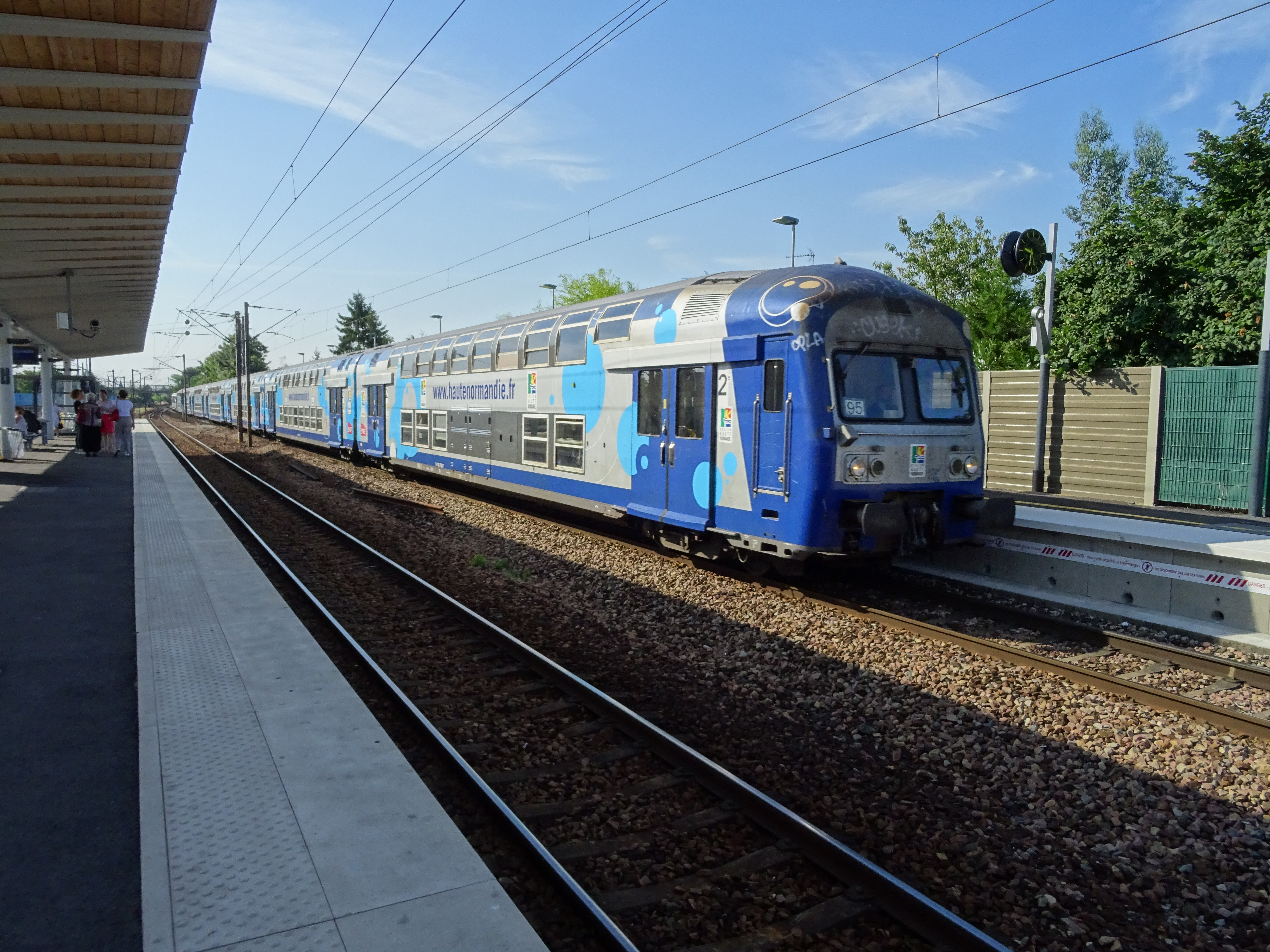
VO 2N HN à Vernouillet-Verneuil en 2017.
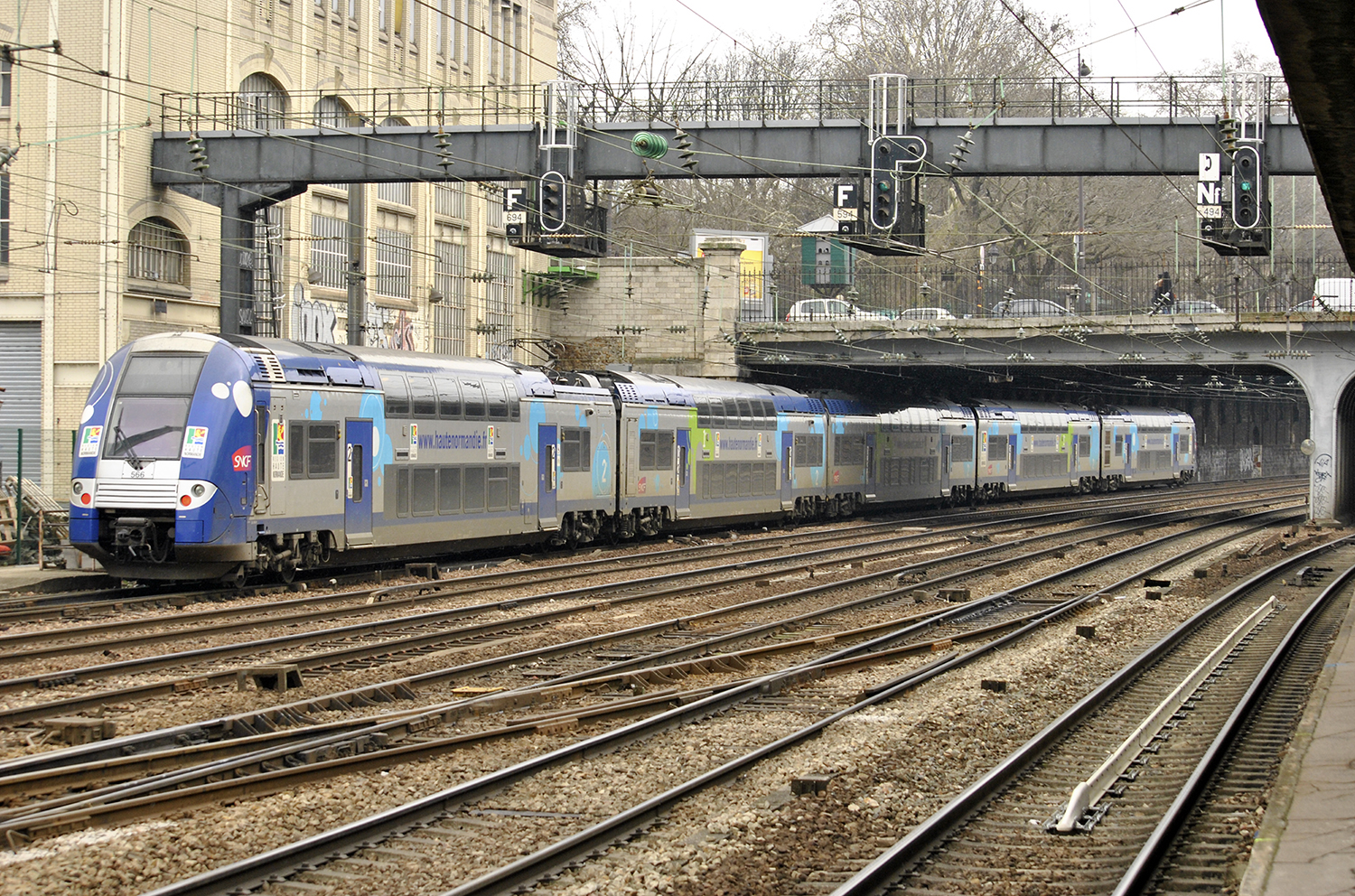
Z 26500 HN à Pont-Cardinet en 2013.

#### Liaisons TGV
Des TGV spéciaux parcourent périodiquement la ligne. En février, ce sont les TGV neige qui emmènent et ramènent directement les normands vers les stations de ski de la vallée de la Tarentaise (Cherbourg<>Bourg-St-Maurice). Aussi, certains TGV « pèlerins » sont-ils affrétés entre la Normandie et Lourdes durant la période estivale. Longtemps effectuées par des rames TGV Atlantique, ces deux types de dessertes sont aujourd’hui exclusivement assurées par des rames TGV Duplex, TGV Néo-Duplex, TGV Dasye ou TGV Euroduplex 3UF.
Deux liaisons TGV régulières n’ont, quant à elles, été qu’éphémères. Tel est le cas de la desserte Cherbourg<>Lille créée en 1997 et supprimée en 1999. Elle contournait Paris par le sud (Versailles, Massy, Marne-la-Vallée et Roissy). Il en va de même de la liaison Cherbourg<>Dijon, créée en 2009 et supprimée en 2010,. Celle-ci contournait Paris par la grande ceinture nord avec la desserte de l’aéroport de Roissy-CDG.

#### Fret ferroviaire
Peu de convois de marchandises empruntent cette ligne, si ce n’est les trains de l’infra, ainsi que les convois de déchets nucléaires reliant le terminal d'Armanville (près de Valognes) au reste de la France ou à nos voisins européens.
Cela étant, l’armateur Brittany Ferries a annoncé, au début de l’année 2020, la création d’une nouvelle liaison de ferroutage entre le port de Cherbourg et Bayonne, permettant ainsi aux poids lourds de rallier l’Espagne depuis le sud de l’Angleterre ou l’Irlande. Prévue pour 2022, cette nouvelle autoroute ferroviaire empruntera les voies entre Cherbourg et Mézidon-Canon, pour descendre ensuite vers Tours et Bordeaux.
Fin juillet 2020, le Premier ministre, Jean Castex, confirme la création d'une autoroute ferroviaire entre Cherbourg-en-Cotentin et Bayonne.

## Projet de ligne nouvelle Paris - Normandie
La ligne nouvelle Paris - Normandie est un projet de ligne entre Paris-Saint-Lazare et la Normandie, conçue pour une vitesse maximale de 200 à 250 km/h. Elle concerne donc tant l'axe Paris-Caen-Cherbourg/Trouville - Deauville que l'axe Paris-Rouen-Le Havre.
Les objectifs de ce projet consistent à :
- améliorer la qualité et la régularité du service, en séparant les flux franciliens et normands entre Nanterre et Mantes ;
- dégager de la capacité sur le réseau existant pour la desserte de proximité, en particulier en Île-de-France (prolongement de la ligne E du RER) et à Rouen ;
- renforcer la compétitivité du rail en creusant l'écart des temps de parcours avec la route ;
- libérer de nouveaux sillons pour le trafic de marchandises.

Le projet se compose de trois sections prioritaires que sont Paris-Mantes, Mantes-Évreux et Rouen-Yvetot, avec la construction d'une nouvelle gare à Rouen, ainsi que d'une section non prioritaire, surnommée « Y de l'Eure », reliant Évreux, Bernay et Rouen. Des travaux en arrière-gare de Paris-Saint-Lazare (saut-de-mouton) sont également prévus afin de décroiser les flux Banlieue-Normandie.
Pour l'heure, les études préalables sont toujours en cours et l'enquête publique ne devrait débuter qu'en 2023.